# Казахи
Каза́хи (ед. ч. каз. қазақ / qazaq / قازاق [qɑzɑq], мн. ч. каз. қазақтар / qazaqtar / قازاقتار [qɑzɑqtɑr]) — тюркский народ, крупнейшая по численности (70 % по переписи населения 2021 года) этническая группа и коренное население Казахстана. Проживают также в смежных с Казахстаном районах Китая, Узбекистана, России, Туркменистана, Кыргызстана.
Второй по численности народ в Монголии, третий в Узбекистане и четвёртый в Туркменистане. Казахский этнос сложился в XV веке из объединения различных племен тюркского и монгольского происхождения.
Язык — казахский, входящий в кыпчакскую группу тюркских языков.

## Этимология
По основной версии, слово казақ имеет в себе тюркский корень, означающий «свободный, вольный, независимый человек».
Впервые тюркское слово казак (قازاق) было достоверно зафиксировано в словарях XIII—XIV веков «Codex Cumanicus» и мамлюкско-арабском словаре, изданном Мартином Т. Хаутсмa, в значениях «бессемейный», «одинокий», «неприкаянный» или «бездомный», «бесприютный», «скиталец», «изгнанник», а также «свободный». Позже значение слова менялось. У слов «казах» и «казак» общая этимология. См. Этимология слова «казак».
До появления Казахского ханства на территории восточного Дешт-и-Кипчака существовало государство Узбекское ханство. Его жителей называли узбеками. В XV веке в Золотой Орде — в её восточной его части, в частности — происходила дезинтеграция. Одним из первых источников, использующих термин «узбак-казак» для обозначения подданных Жанибек-хана и Керей-хана, основателей Казахского ханства, является труд «Тарих-и-Рашиди» Мухаммада Хайдара Доглата. Разделение на новые этнополитические общности отражено в труде Рузбех-хана Исфахани «Михман-наме-и Бухара»: «Три племени относят к узбекам, кои суть славнейшие во владениях Чингиз-хана. Ныне одно [из них] — шибаниты, и его ханское величество после ряда предков был и есть их повелитель. Второе племя — казахи, которые славны во всём мире силою и неустрашимостью, и третье племя — мангыты, а [из] них цари астраханские». С начала XVI века, после откочевки части кочевых племён с современной территории Казахстана во главе с Шейбани-ханом в Мавераннахр, термин «казак» начал приобретать этнический характер. Приставка «узбек» (узбак) исчезла.

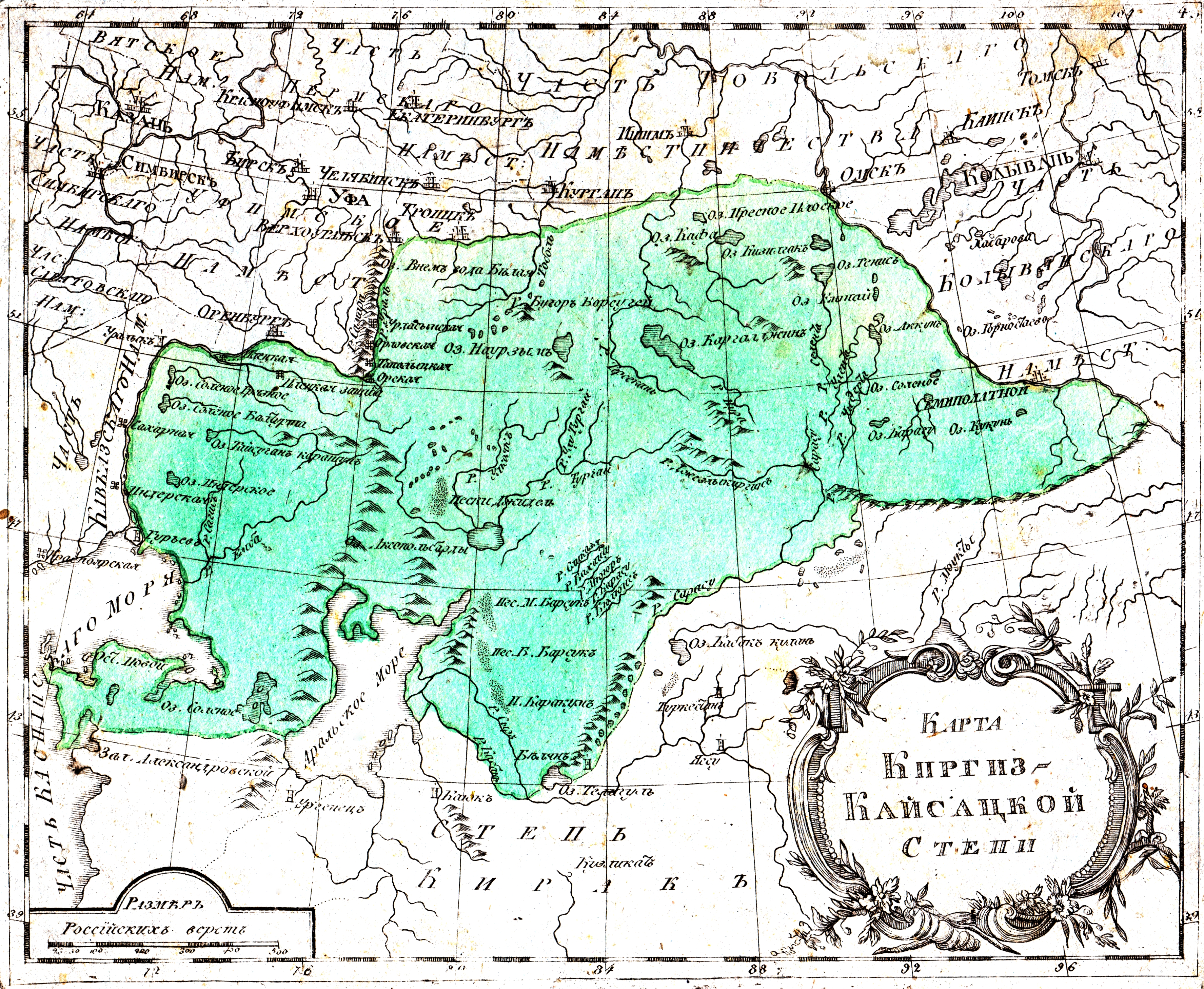
Киргиз-Кайсацкая степь
на карте 1793 года

В Российской империи и в советское время с 1734 года до 1925 года нынешних казахов называли «киргиз-кайсаками» или «киргизами». Согласно официальному объяснению, тогда это делалось для того, чтобы не путать казахов с казаками, так как до 1734 года казахов называли «казаками», а Казахское ханство — «Казачьей Ордой».
В литературе и документах Русского государства XVI—XVII веков в отношении казахов этноним употреблялся казак. Например, русский летописец первой половины XVII века Савва Есипов, сообщая о происхождении хана Кучума, Казахское ханство называет «Казачьей ордой».
Ещё в 1827 году А. И. Лёвшин доказывал, что «„киргиз“ есть название народа совсем другого… название „казак“… принадлежит киргиз-кайсакским ордам с начала их существования, они себя иначе не называют».
В книге русского этнографа и географа Е. К. Мейендорфа «Путешествие из Оренбурга в Бухару», написанной в начале XIX века, отмечается, что «они [казахи] не называют себя киргизами, а именуют казаками, что означает „всадник“ — по мнению одних, „воин“ — по мнению других. Они утверждают, что киргизами их называют башкиры, но им неизвестно, откуда взялось это слово».
Историк Г. В. Вернадский в труде «Монголы и Русь» (1943) указывает: «Форма „казах“, теперь официально принятая в Советском Союзе, вариант слова „казак“, которое в нескольких тюркских диалектах означает „свободный человек“, „свободный искатель приключений“ и, отсюда, „житель приграничной полосы“. В его основном значении этим словом называли как группы татарских, украинских и русских поселенцев (казаки), так и целый среднеазиатский народ киргизов (казахов)».

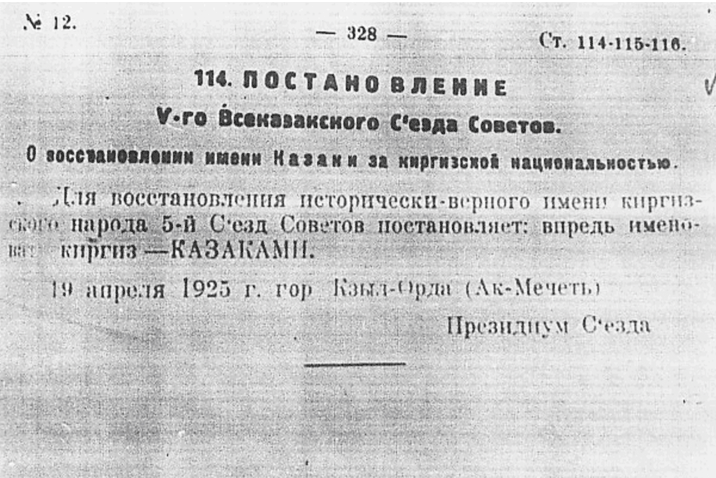
Постановление 5-го Всеказакского Съезда Советов «О восстановлении имени казаки за киргизской национальностью» (19 апреля 1925 год)

19 апреля 1925 года 5-м Всеказакским съездом Советов принято постановление «О восстановлении имени „казаки“ за киргизской национальностью». Для восстановления фонетически максимально близкого к самоназванию имени киргизского народа 5-й Всеказакский съезд Советов постановил: впредь киргиз именовать «казаками». С этого момента в СССР начал использоваться этноним «казак», Киргизская АССР была переименована в Казакскую АССР. До 1936 года в справочных изданиях можно также встретить термин «киргиз-казак», использовавшийся для уточнения термина во избежание путаницы с казаками.
Современная форма этнонима «казах» была установлена в феврале 1936 года незадолго до преобразования Казакской (а с 5 февраля 1936 года Казахской) АССР в Казахскую ССР в декабре 1936 года.

## Генофонд казахов
Генетические данные дополняют историческую информацию и не противоречат антропологическим исследованиям казахов. Согласно Оразаку Исмагулову, антропологическое оформление современного казахского народа произошло в XIII веке, и он не имеет значительных отличий от кочевого населения Золотой Орды того времени. Эти выводы подтверждаются результатами кластерного анализа Леонида Яблонского, который показал, что кочевники Золотой Орды (Нижнее Поволжье) наиболее близки к современным казахам.
Исследование связи изменчивости Y-хромосомы (наследуемой по мужской линии) и родовой структуры казахов (степной аристократии и духовенства) выявило частичную положительную связь между социальным и биологическим родством у казахских родов; для двух родов (торе и кожа) генетические исследования подтвердили этнографические данные о происхождении этих родов: у торе (ведущих свою легендарную генеалогию от Чингисхана) обнаруживаются высокие частоты монгольских гаплогрупп, а у рода кожа (ведущих свою легендарную генеалогию от исламских миссионеров из Аравии) — высокие частоты ближневосточных гаплогрупп Y-хромосомы. При исследовании одного из крупнейших казахских родов аргынов было показано что родоначальником аргынов мог являться золотоордынский эмир Караходжа (XIV век) или его ближайшие предки. С другой стороны обнаружилось сходство аргынов с казахами Алтайского нагорья (найманы, кереи, уаки) и монголами, что показывает наличие так называемого «суперстрата», привнесённого позднейшими миграциями тюркоязычных и монголоязычных народов, что привело к тому, что ко времени формирования родоплеменной общности аргынов те уже были тюркоязычны, как и генеалогический основатель клана Караходжа.
Исследование анализировало вариацию гаплотипов на 15 коротких тандемных повторах Y-хромосомы, полученных от 1171 человека из 24 племен, представляющих три социотерриториальных подразделения (старший, средний и младший жуз) в Казахстане, чтобы всесторонне охарактеризовать патрилинейную генетическую архитектуру казахской степи. Всего было выявлено 577 различных гаплотипов, принадлежащих к одной из 20 гаплогрупп; 16 преобладающих гаплогрупп были подтверждены SNP-генотипированием. Распределение гаплогрупп было смещено в сторону C2-M217, присутствующей во всех племенах с общей частотой 51,9 %. Анализ структуры 1164 индивидуумов показал наличие 20 предковых групп и сложную трехподкладочную организацию гаплогруппы C2-M217 у казахов, результат подтвержденный анализом многомерного масштабирования. Кроме того, хотя большинство гаплотипов и племен перекрывались, был замечен отдельный кластер гаплогруппы O2, в основном представленный племенем Найман.

## Происхождение и история

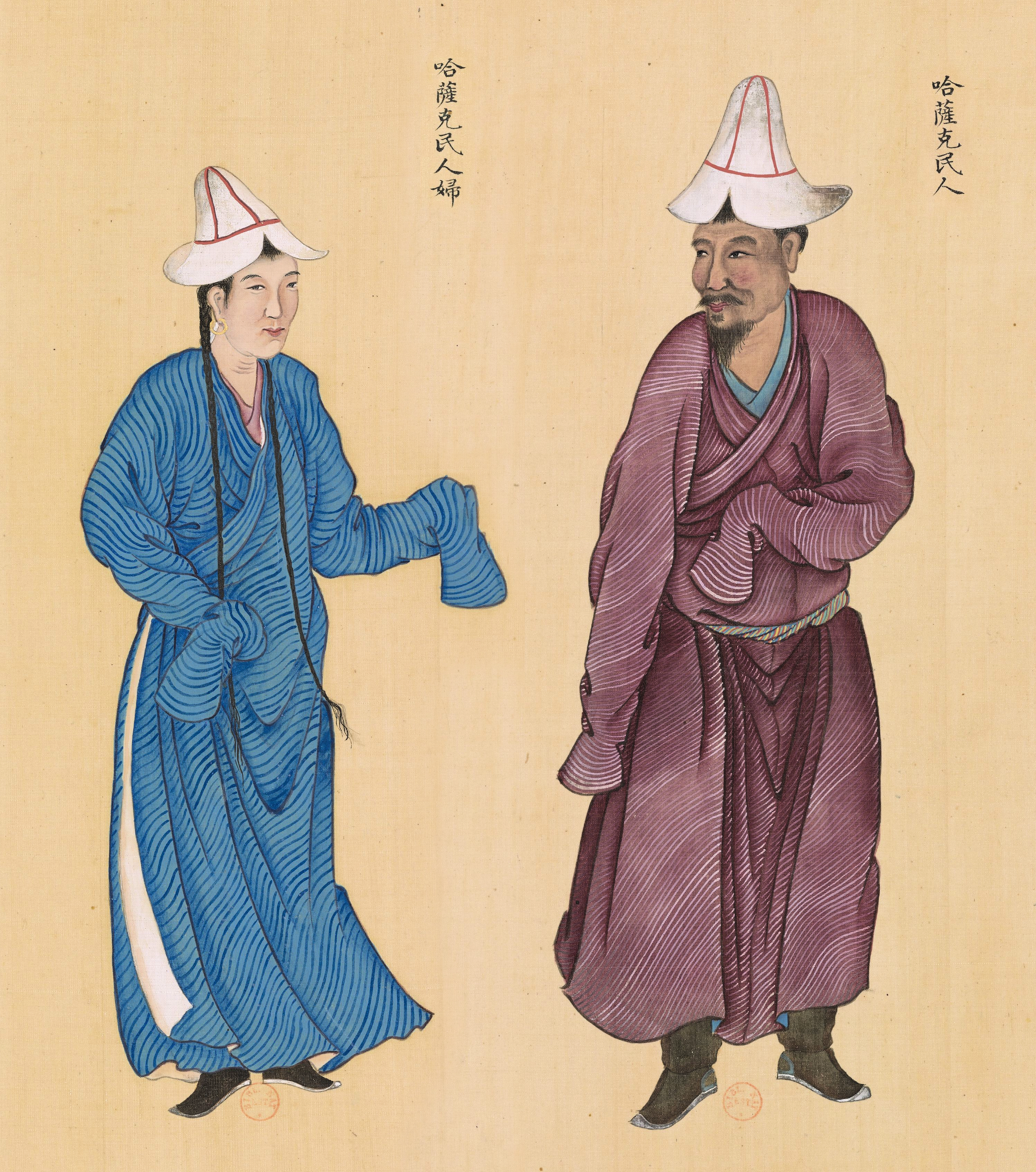
Казахский простолюдин со своей женой. Хуан Цин Чжигун Ту, 1769

Казахский этнос сложился в XV веке из объединения различных племен тюркского и монгольского происхождения. По мнению БСЭ, материальная культура казахов восходит к племенам бронзового века, обитавших на территории Казахстана. Этнической основой казахов стали разнообразные тюркские племена, которые многократно сменялись на территории Казахстана с середины I тысячелетия. Эти племена вытеснили или ассимилировали древнее ираноязычное население. 

### Ранняя история
В северном степном поясе Центральной Азии исторически сложилась одна из ранних форм мировой цивилизации — скотоводческое кочевое хозяйство. Значительным достижением эпохи неолита в центральноазиатском регионе явилась выездка верхового коня.
Бронзовая эпоха представлена памятниками андроновской культуры, которые датируются XII—XVIII вв. до н. э.
Письменные свидетельства о племенах, населявших нынешнюю территорию Казахстана, появились в сер. 1-го тыс. до н. э. Геродот в своей «Истории» описывает саков (VII—III вв. до н. э.) и упоминает об их соседстве с Ахеменидским Ираном, а также об их борьбе с персидскими завоевателями, царями Киром II и Дарием I. Царица южных саков — массагетов, кочевавших в Приаралье, Томирис, казнила самого Кира в 530 году до н. э.
В II в. до н. э. на территории Казахстана главную роль играли племенные союзы — усуни и кангюй. Во II веке до н. э. приблизительно 160 году до н. э. индоиранское либо тюркское племя усуней переселилось с севера территории современного Восточного Туркестана на земли саков-тиграхауда в Семиречье. Примерно в то же время в районе нижней и средней Сырдарьи образовалось государство Кангюй. Считается, что эти племена могли оставить свой след в этногенезе казахов, так как в Старшем Жузе существуют роды с похожими названиями — Канлы и Сары-уйсын. Кроме того, основные роды старшего жуза — Албан, Дулат, Суан, Шапырашты, Ысты и Ошакты обобщённо называются Уйсунями, то есть являются уйсунскими родами.
Во II и I вв до н. э. на территорию современного Казахстана из степей к северу от Китая продвинулись хунну (относительно происхождения хунну в науке нет общепринятого мнения, выдвигаются монгольская, иранская, тюркская и другие гипотезы). По рассказу Китайского историка Сыма Цяня (135—67 гг.) радикальное изменение общей ситуации в Центральной Азии произошло в «период воюющих царств», то есть 403—221 гг. до н. э. Эти изменения связаны с образованием первой кочевнической империи в Центральной Азии, которая была создана племенным союзом хунну или гуннов. Первое упоминание хунну в письменных источниках относится к 822 году до н. э., когда хунну совершили поход на Китай. Примерно в 51 году до н. э. империя раскололась на две части: восточные хунну признали верховенство китайского императора, а западные хунну сохранили независимость, но были вытеснены в Среднюю Азию.
В 376 г. народ, именуемый в западных источниках как гунны, оказался непосредственно у границ Римской империи. Гипотеза о происхождении гуннов от центрально-азиатского народа хунну, упоминаемого в предшествующее время в китайских источниках, принимается большинством учёных. Имя в форме «Гунны» введено в научный оборот в 1926 году историком К. А. Иностранцевым, чтобы отличать европейских хунну от азиатских.

### Средние века
После распада империи гуннов на историческую арену евразийских степей вышли тюрки, которые в середине VI века создали одно из крупнейших в истории человечества древних государств в Азии простиравшееся от Чёрного до Жёлтого моря.
Будучи выходцами с Алтая, тюрки вели свою родословную от гуннов. По мнению китайских летописцев, тюрки являлись прямыми потомками западных хунну, обосновавшихся во времена «Великого переселения народов» на Алтае. В качестве доказательства китайские источники приводили общность обычаев и традиций, общественно-политического устройства хунну и тюрков. Возвышение тюрков началось с приходом к власти в 534 году правителя Бумын-кагана. Весной 552 г. тюрки в союзе с китайцами нанесли сокрушительное поражение Жужаньскому каганату от которых тюрки ранее находились в вассалитете. Так зародился Тюркский каганат. В 603 году Тюркский каганат распался на Западно-тюркский каганат и Восточно-тюркский каганат. В Западно-тюркский каганат входила территория современного Казахстана, а также Средняя Азия, Северный Кавказ, Крым, Урал и Поволжье. Этнополитическим ядром каганата стали «десять племён» (десятистрельные тюрки) состоявшие из пяти племён нушиби и пяти племён дулу. Этноним дулу в форме «дулаты» позднее был известен в родоплеменной структуре казахов.
Период существования Тюргешского каганата характеризуется постоянными войнами с китайцами, а также началом арабской экспансии в Среднюю Азию. С проникновением сюда арабов, в среднеазиатском регионе среди оседлого земледельческого населения постепенно распространялся ислам. Произошли большие изменения в материальной культуре тюрков. Древняя тюркская письменность была заменена арабской, в лексику пошло много арабских слов, был принят исламский календарь, в быту появились религиозные праздники, погребение совершалось по мусульманскому обряду.
После распада Тюргешского каганата образовались несколько государств: Огузская держава, Карлукский каганат и Кимакский каганат. В середине VIII века между карлуками и огузами развязалась война за тюргешское наследство. Огузы в этой борьбе проиграли и ушли к Сырдарье, где и образовали Огузскую державу, а карлуки остались в Семиречье и создали раннефеодальное государство — Карлукский каганат. Огузские племена долины Сырдарьи, Приаралья и Северного Прикаспия оставили заметный след в этнической истории казахов.
Карлуки вели постоянные войны с арабами и Саманидами, которые объявили «священную войну» против тюрков. В 940 году, после свержения последнего карлукского кагана в Баласагуне Сатук Богра-ханом, к власти в Семиречье пришла новая династия — Караханиды. В 932 году Сатук Богра-хан принял ислам и мусульманское имя Абд ал-Карим. Караханидское государство стало первым тюркским государством принявшим ислам в качестве государственной религии.
В начале XI века из Заволжья половцы продвинулись в причерноморские степи, вытеснив оттуда печенегов и торков. Затем половцы пересекли Днепр и дошли до низовий Дуная, таким образом став хозяевами Великой Степи от Дуная до Иртыша, которая с этого времени в восточных источниках стала называться Дешт-и-Кыпчак или, в русских источниках, поле Половецкое.
На протяжении примерно полутора веков (конец XI — середина XIII вв.) между кипчаками и русскими княжествами происходили серии военных конфликтов (Русско-половецкие войны). Кипчаки совершали постоянные нападения на южную Русь: опустошали земли, угоняли скот и вывозили имущество, уводили множество пленных. К 1055 году относится их первое появление у русских границ. В 1061 году произошло первое их нападение на русские земли.
После европейского похода Батыя 1236—1242 годов половцы прекратили существование как самостоятельная политическая единица, но составили основной массив тюркского населения Золотой Орды, внеся вклад в формирование казахов.
В 1218 году началось вторжение монгольских племён хунгират, найман, меркит и кереит, в Степь под предводительством сына Чингисхана Джучи и далее в Мавераннахр. Кипчаки поначалу оказывали войскам Джучи сопротивление, но затем присоединились к ним, некоторые добровольно, а некоторые и после поражения. Местная кипчакская знать поступила на службу к ним, а рядовые кочевники составили значительную часть армии, двинувшейся во главе с Бату (Батыем) в 1237 году на покорение Восточной Европы. Тюркская степь вошла в состав трёх улусов Чингис-хана, которые возглавили его сыновья.
Внук Чингисхана Батый основал в низовьях Волги новое монгольское государство Золотая Орда. Немногочисленная верхушка очень быстро ассимилировалась среди местного тюркского населения войдя в родоплеменной союз под названием — Торе. Основную массу ордынцев составляли тюркские племена, главным образом, кыпчаки, а также канглы и многие другие. Папский посол Гийом де Рубрук, обобщая, называл их всех татарами. Многие обычаи ордынцев, описанные Рубруком в 1253 году, до сих пор бытуют у современных казахов. Нормы кочевой жизни стала регулировать «Яса» Чингисхана — свод обычного права, приспособленного к новым условиям. Впоследствии нормы «Ясы» были в определённой степени использованы при создании казахского кодекса законов «Жеты Жаргы» («Семь уложений»).
Во времена правления хана Узбека (1313—1341) и его сына Джанибека (1342—1357) Золотая Орда достигла своего расцвета. В начале 1320-х годов Узбек-хан провозгласил ислам государственной религией. С шестидесятых годов XIV века, со времён Великой замятни, произошли важные политические перемены в жизни Золотой Орды. Начался постепенный распад государства. После смерти хана Кичи-Мухаммеда (1459) Золотая Орда прекратила существовать как единое государство.

### Казахское ханство и консолидации тюрко-монгольских племён в казахский этнос

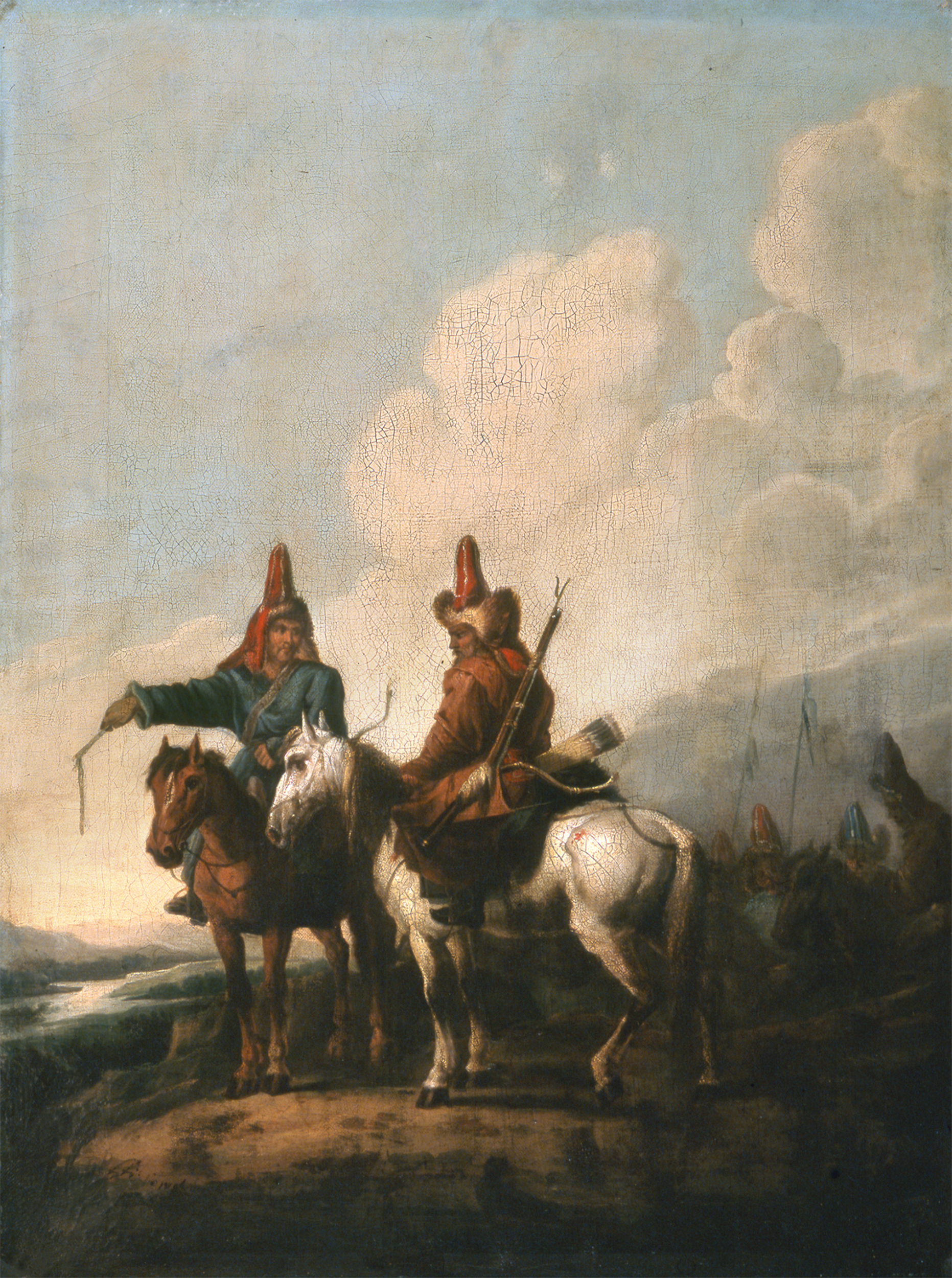
Орловский А. О. Киргизы. 1809 г.

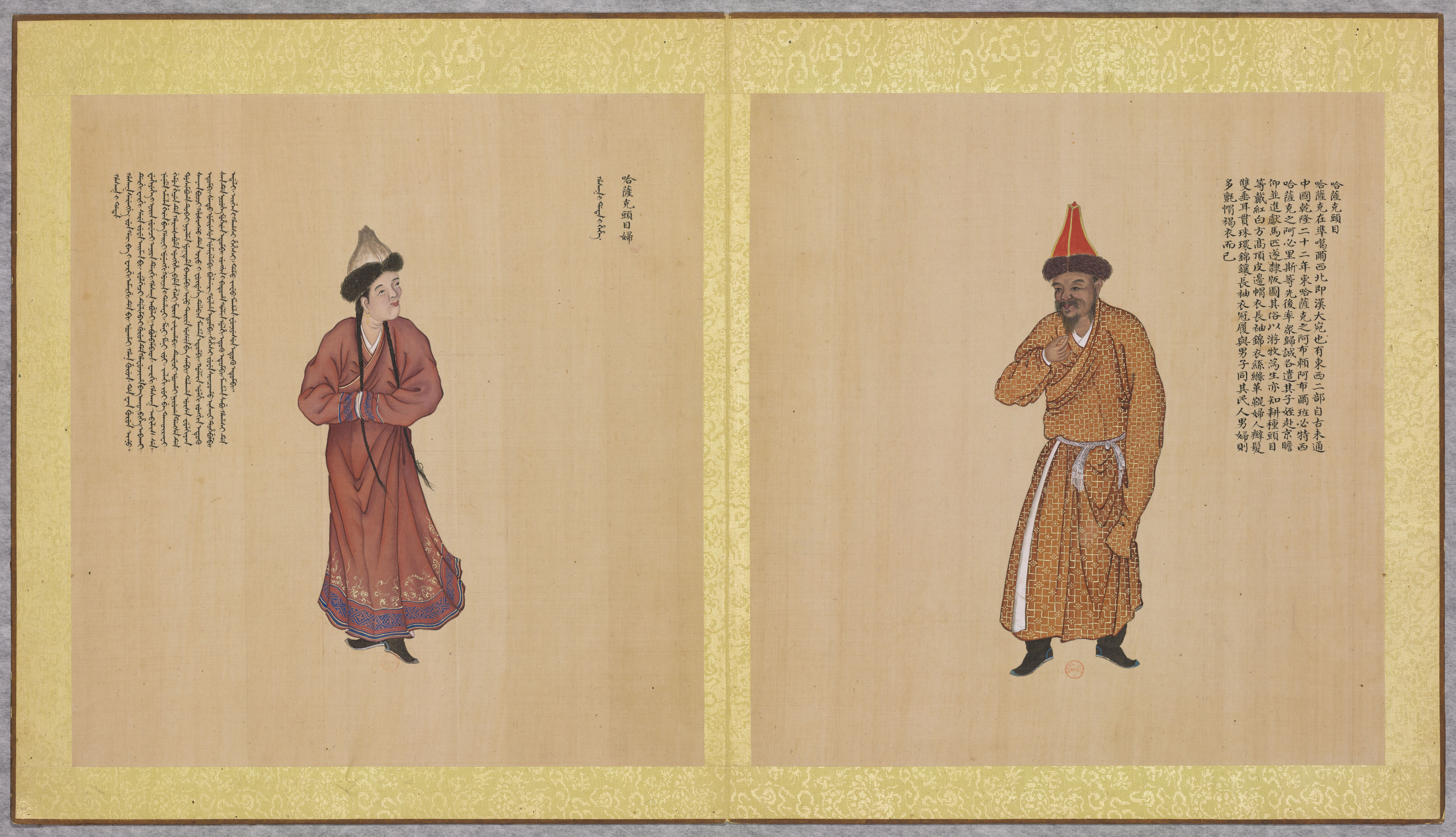
Знатные казахи. Портрет создан художником Империи Цин во второй половине XVIII века

После разгрома Золотой Орды в 1391 году Тимуром она окончательно распалась на свои два крыла — западную Ак-Орду (Белую Орду между Волгой и Доном) и восточную Кок-Орду (Синюю Орду). Кок-Орда в свою очередь разделилась на Ногайскую Орду (1440 — на землях современного западного Казахстана) и недолговечное ханство Узбек-хана на Сырдарье (1428).
В 1458 году, недовольные жёсткой политикой хана Узбекского улуса Абулхайр-хана, ханы Жанибек и Керей откочевали с берегов Сырдарьи на восток в Семиречье, на земли правителя Могулистана Эсен Буги, где образовали Казахское ханство (1465).
Произошёл окончательный период консолидации тюркоязычных племён в единый казахский этнос. Казахскому хану Касыму (1445—1521) удалось объединить под своим началом остальные степные племена Восточного Дешт-и-Кипчака и в борьбе с шейбанидами Мавераннахра на юге и Ногайской Ордой на западе расширить границы своего государства от Иртыша до Яика. Он даже захватил Сарайчик — столицу Ногайской Орды. При Касым-хане численность казахов достигла миллиона человек.
В начале 1530-х годов в Казахском ханстве началась война между внуками Жанибек-хана. Из этой междоусобицы, называемой также «гражданской войной», победителем вышел сын Касым-хана Хак-Назар-хан.
Хак-Назар (правил 1538—1580) продолжил дело укрепления Казахского ханства, отобрал у Могулистана Семиречье и отбил у Ногайской Орды степи Сары Арки. В 1580 году при Есим-хане частью Казахского ханства стал и Ташкент, который позже стал столицей Казахского ханства.
Есим-хан провёл коренное реформирование политической системы казахского государства. Вместо улусной системы в начале XVII в. была введена жузовая организация, когда все казахские земли были разделены между тремя хозяйственно-территориальными объединениями — жузами.
В 1635 году на Джунгарской равнине между хребтами Тянь-Шаня и Алтая образовалось новое монгольское государство — Джунгарское ханство. С тех пор начинается растянувшееся в общей сложности более чем на 100 лет казахско-джунгарская война. Главные события войны с джунгарами входят в историю как «Годы великого бедствия» («Актабан шубырынды»). Считается, что погибло до трети казахского населения, многие были вынуждены мигрировать в Среднюю Азию и другие регионы.
В результате военной кампании 1741—1742 гг. крупнейшие владельцы Среднего жуза признали себя вассалами Джунгарского хунтайджи. Тогда ещё султан Аблай был взят в плен. Видные султаны Старшего жуза перешли на сторону победителей, дали аманатов (заложников) и обязались платить джунгарам дань. Хан Среднего жуза Абулмамбет также направил своего младшего сына, султана Абулфейза, в Джунгарию в качестве заложника и платил дань. Таким образом, Средний жуз был поставлен в такое же положение зависимости от Джунгарского ханства, как и Старший жуз. В эти годы относительную самостоятельность сохранил только хан Младшего жуза Абулхаир, который и возглавил военное противостояние с джунгарами. Но позднее и он также был вынужден отправить к хунтайджи своего сына. Предоставление родовитых аманатов признавалось гарантией соблюдения договорных отношений сторон по установлению сюзеренитета-вассалитета.
В 1729 г. произошло кровопролитное сражение казахских сарбазов с джунгарскими завоевателями на юго-востоке от озера Балхаш, в местности Аныракай, где объединённые силы трёх жузов под руководством Абулхаира одержали победу. Войска завоевателей начали отступать по р. Или на восток. Но позднее предводители казахского ополчения, в связи со смертью формального хана казахов Болата, рассорились из-за власти, что привело к вынужденному миру 1730-х годов и ослабило казахское ополчение в борьбе с джунгарами. Сложность внешнеполитического положения казахов побуждала части казахской знати искать пути выхода из создавшегося положения. В этом деле преуспел хан Младшего жуза Абулхаир, который сохранил суверенитет и искал возможности для укрепления своей власти.
Ещё в 1726 г. хан Младшего жуза Абулхаир, старшины Сутур, Едикбай, Хаджибай, Кулымбай и др. отправили в Россию посла Койбагара «просить покровительства» для казахов Младшего жуза. Это посольство осталось безрезультатным, но Абулхаир не оставляет своих намерений и в сентябре 1730 г. вновь отправил посольство через Уфу в Петербург с письмом к русской императрице Анне Иоанновне и устной просьбой о подданстве и покровительстве. 19 февраля 1731 г. императрица Анна Иоанновна подписала жалованную грамоту хану Абулхаиру о принятии в российское подданство Младшего жуза. Для принятия соответствующей присяги в Казахстан с грамотой к хану Абулхаиру были направлены послы во главе с переводчиком Комиссии иностранных дел А. И. Тевкелевым. Основываясь на заверениях Абулхаира, в Петербурге решили, что желание вступить в российское подданство разделяют все султаны и старшины Младшего жуза. Когда Тевкелев, однако, прибыл 5 октября 1731 г. в ставку Абулхаира, находившуюся на р. Иргиз, выяснилось, что по вопросу принятия российского подданства среди феодальной верхушки были существенные разногласия. Попытки «противной партии» во главе с султаном Бараком противодействовать переговорам и исключить оформление акта о присоединении Младшего жуза к России потерпели неудачу и 10 октября 1731 г. значительная часть собрания казахских старшин высказалась за его принятие. Хотя вхождение Среднего и Старшего жузов состоялось позднее, Абулхаир-хан при обращении к царскому правительству выступал от имени всего казахского народа, что, несомненно, насторожило джунгар и заставило их с тревогой смотреть на дальнейшее развитие русско-казахских отношений.
Указ российской императрицы предусматривал обеспечение защиты уже официально подданных-казахов от враждебных акций беспокойных соседей и их неприкосновенность: «ежели на Вас, кайсаков (казахов) будут нападать неприятели, чтоб Вы от того нашим защищением охранены быть». Не отрицая объективной основы принятия Младшим жузом российского подданства, не следует упускать из виду и корыстные интересы Абулхаира, который, опираясь на российскую администрацию, надеялся ослабить позиции своих политических противников, возвыситься над своими потенциальными соперниками в борьбе за единоличную власть. В этом вопросе не было единого мнения и в русской историографии. М. Макшеев, А. И. Добросмыслов, И. Завалишин, В. Н. Витебский, И. И. Крафт в целом оправдывали действия Абулхаира в ходе переговоров и подписания документа о подданстве. А. И. Левшин был склонен рассматривать подданство, как проявление личной воли Абулхаира и других «властолюбивых начальников» народа, лелеявших надежду «усилиться покровительством могущественной державы». Тем не менее и после принятия Младшим жузом российского подданства положение в восточной части Казахского ханства оставалось сложным. Угроза джунгарских опустошительных вторжении не была снята. В этом сложном положении дело спасения страны взял на себя будущий хан Абылай. В годы отражения джунгарской агрессии проявился переговорный талант султана Абылая. Он сумел объединить разрозненные части Среднего и Старшего жуза, а также заключил неравный мир с джунгарами, который продержался фактически до падения Джунгарии. Тем не менее и в этом случае различные классы казахского общества ставили перед собой разные цели. Если основные массы кочевников-скотоводов мечтали о мире и пастбищах, торговле с сопредельными странами как условиях восстановления и развития подорванного хозяйства, прекращения бесконечных поборов и грабежей, обнищания, то часть казахских феодалов искала возможности усиления личных позиций, в то же время известные бии Казыбек, Толе, Айтеке неустанно призывали народ к единству.
24 ноября 1732 г. Тевкелев, завершив свою миссию, выехал в обратный путь из урочища Найзакес. 2 января 1733 г. прибыл в Уфу вместе с посольством Абулхаира, направленным в Петербург. В его составе были сын Абулхаира султан Ералы, двоюродный брат хана султан Нияз, старшины Чадынбай, Мурза Худай-Назар, батыр Мур-загельды, Мурза Тугельбай и др. В результате переговоров в Петербурге вступление Младшего жуза в подданство России было оформлено окончательно.
Тогда же, в 1733—1734 гг. изъявили желание принять российское подданство некоторые бии и влиятельные султаны Южного Казахстана. Указ императрицы Анны Иоанновны от 10 июня 1734 г. свидетельствовал о согласии правительства принять Старший жуз в состав России. Однако его удалённость от России, а также напряжённые отношения с Джунгарией, убийство хана Жолбарыса в 1740 г., державшегося пророссийской ориентации, надолго отодвинули осуществление этого плана.

### Казахи в составе Российской империи и СССР

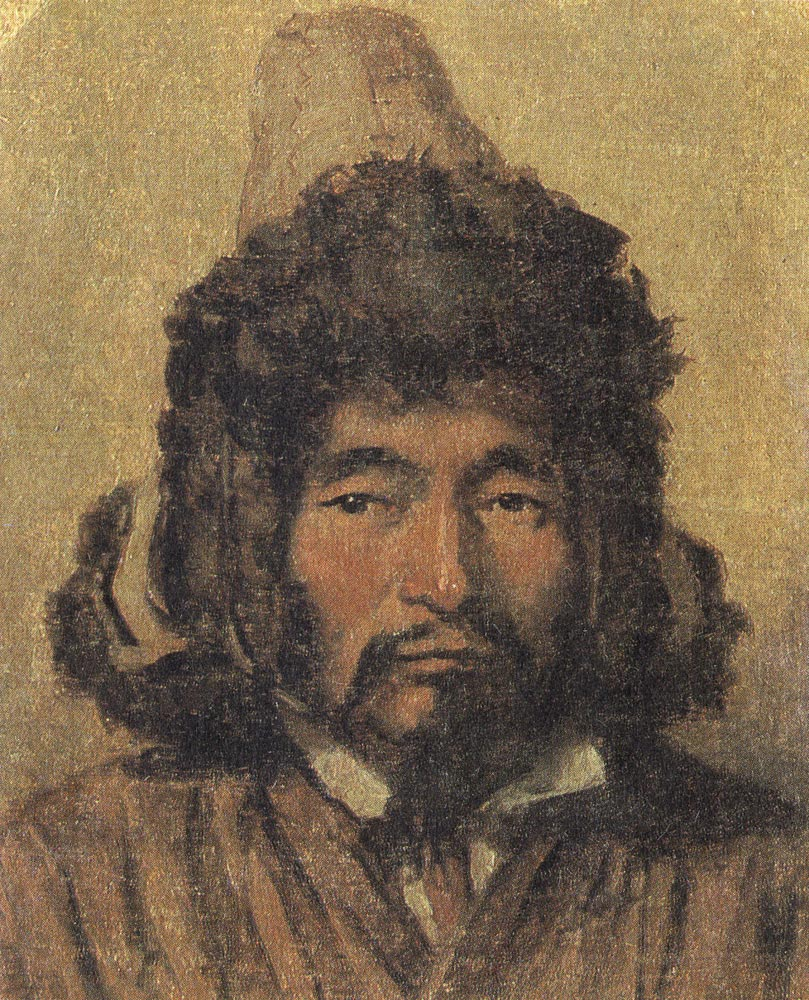
Верещагин В. В. Казах в меховой шапке. 1867 г.

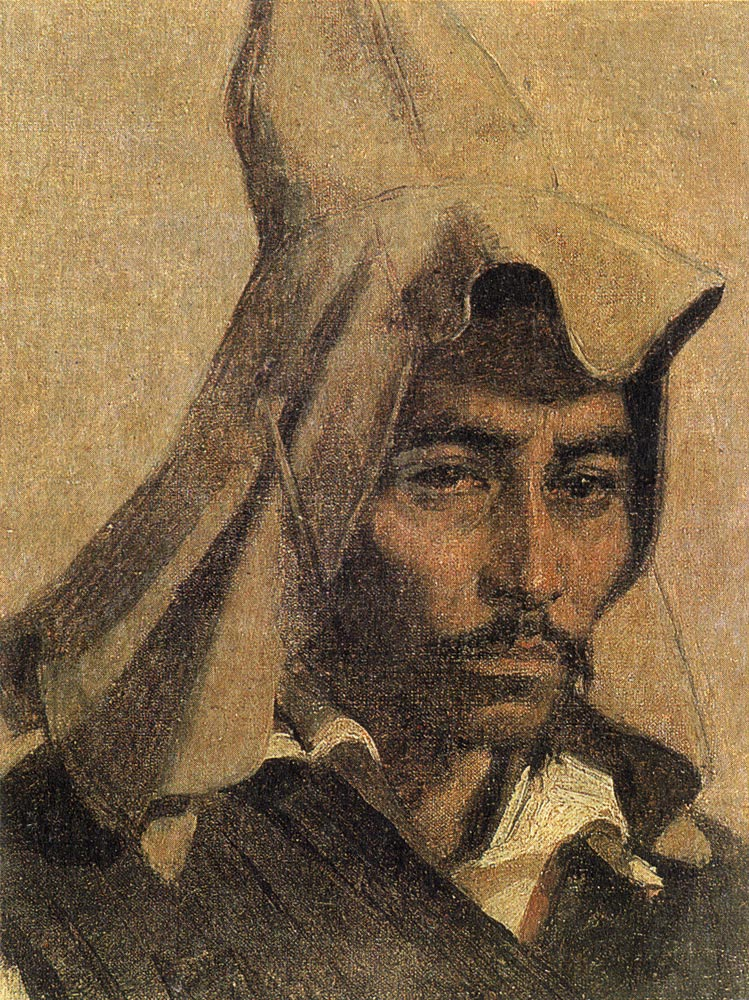
Верещагин В. В. Казах в национальном головном уборе. 1867 г.

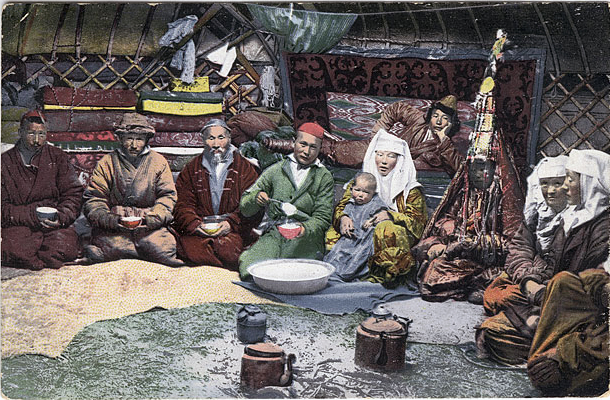
Казахская семья внутри юрты, 1911/1914

Началу расширения России в Казахстан предшествовало строительство российских фортификационных линий вдоль российско-казахской границы, принятие правительством поощрительных мер к переселению русских крестьян и торговцев в пограничные с Казахстаном районы и политико-экономическое давление на местных правителей.
Всего к началу XIX века на четырёх линиях было возведено 46 крепостей и 96 редутов. В 1731 году над казахами Младшего жуза был установлен протекторат России. В 1732 году российской императрице присягнул хан Среднего жуза Самеке, а в 1740 году российский протекторат над казахами Среднего жуза подтвердил Абылай-хан. Правитель Старшего жуза на территории Семиречья Суюк-хан в 1818 году признал российский сюзеренитет. К 1847 году российское подданство было распространено практически на всех казахов Старшего жуза.
По мере перехода верховных властных функций над казахами Младшего и Среднего жуза к Санкт-Петербургу, власть ханов стала носить номинальный характер. В 1818 году титул хана был упразднён в Среднем жузе, а в 1824 — в Младшем жузе; за этим последовало включение земель Среднего жуза в состав Западной Сибири под названием «Киргизская степь».
Весь период правления Российской Империи в казахской степи сопровождается многочисленными национально-освободительными движениями казахов. С середины XVIII века до 1916 г. в Казахстане имело место около 300 национально-освободительных волнений, войн, восстаний. Крупнейшими из них были Восстание Исатая Тайманова в Букеевской орде (1836—1838), восстание казахов Младшего жуза под руководством батыра Сырыма Датова (1783—1797), восстание казахов Среднего жуза под руководством хана Кенесары (1802—1847), а также Восстание в Семиречье 1916 года.
По сведениям 1890 года, опубликованным в «Алфавитном списке народов, обитающих в Российской Империи», киргиз-кайсаки (то есть казахи) проживали на территории Оренбургской и Астраханской губерний, Семипалатинской, Семиреченской, Тургайской и Уральской областях общей численностью 3 млн человек. За пределами Младшего жуза в 1801 году царским правительством России, по просьбе хана Букея, который проиграл династический конфликт за титул хана Младшего жуза, было дозволено казахским родам — сторонникам Букея переселиться в междуречье Урала и Волги и создать вассальную России Внутреннюю или Букеевскую орду на территориях, из которых за 30 лет до этого эмигрировали калмыки.
Среди казахов к началу XX века насчитывалось свыше 40 крупных племенных групп. Востоковед и монголовед А. М. Позднеев в статье в Энциклопедическом словаре Брокгауза и Ефрона отмечал, что отдельные лица из киргиз-кайсаков (тогдашнее русское название казахов) иногда обозначают свою национальность общим именем казак, но чаще определяют её поименованием того рода, к которому они себя считают принадлежащими. При этом русская этнографическая наука никогда не ставила под сомнение, что эти роды составляют единый народ, отмечая что говорят они на одном языке.
Формальное разделение по жузам фактически исчезло к началу XX века, но до сих пор представители Старшего Жуза живут преимущественно на юге Казахстана, Среднего — на севере и востоке, Младшего — на западе страны.
После отречения Николая II и создания Временного правительства политическая жизнь оживилась и на окраинах империи. В декабре 1917 года в Оренбурге собрался II общеказахский съезд. Съезд объявил казахскую автономию «Алаш» и создал Народный совет (правительство) «Алаш-Орда». Но «Алаш-Орда» поддержала меньшевиков, а в годы гражданской войны заключила военный союз с КОМУЧем. В начале 1920 года Алашская автономия была упразднена большевиками, пришедшими к власти, а её лидеры позднее расстреляны.
26 августа 1920 года ВЦИК и СНК РСФСР приняли подписанный М. И. Калининым и В. И. Лениным Декрет «Об образовании Киргизской Советской Автономной Социалистической Республики» в составе РСФСР со столицей в Оренбурге.
В 1936 году была образована Казахская ССР.
В 1920-х — 1930-х годах в Казахстане вследствие политики «раскулачивания» и коллективизации происходит массовый голод (Голод в Казахстане (1919—1922), Голод в Казахстане (1932—1933)). От голода в 1930-е годы погибло свыше миллиона казахов, сотни тысяч бежали в Китай. В период 1937—1938 годов была репрессирована и расстреляна часть интеллигенции, в том числе такие лидеры казахского народа, как Алихан Букейханов, Ахмет Байтурсынов, Миржакип Дулатов, Турар Рыскулов и Ильяс Жансугуров.
В период Великой Отечественной войны на фронт ушло порядка 450 000 казахов, из них погибли более 125 000 человек. Помимо обычных, было сформировано несколько казахских национальных воинских частей — две стрелковые бригады и три кавалерийские дивизии, где казахов было 90 процентов личного состава.

## Численность и расселение

Доля казахов по районам и городам областного и республиканского подчинения Казахстана на начало 2022 г.
10,0 - 19,9 %
20,0 - 29,9 %
30,0 - 39,9 %
40,0 - 49,9 %
50,0 - 59,9 %
60,0 - 69,9 %
70,0 - 79,9 %
80,0 - 89,9 %
более 90,0 %

Общая численность казахов в мире более 17 млн человек. В Казахстане проживает 14,2 млн казахов. Примерно пятая часть казахов проживает за пределами Казахстана. Значительные казахские общины проживают в Китае (1,5 млн человек), Узбекистане (821,2 тыс. человек), России (591 тыс. человек), Монголии (121 тыс. человек), Туркменистане (до 100 тыс. человек), Кыргызстане (36 854 человека) , Турции (20 тыс. человек), Иране (12 тыс. человек). Кроме того, существуют общины казахов в Западной Европе и Америке[уточнить].

### Численность казахов в Казахстане
|                                | 2021        | 2021     |
| Области и города               | Численность | Доля (%) |
| ------------------------------ | ----------- | -------- |
| Акмолинская область            | 436 984     | 55,81    |
| Актюбинская область            | 770 569     | 85,03    |
| Алматинская область            | 1 577 320   | 73,48    |
| Атырауская область             | 625 895     | 92,92    |
| Восточно-Казахстанская область | 842 385     | 62,80    |
| Жамбылская область             | 891 262     | 74,32    |
| Западно-Казахстанская область  | 529 058     | 78,30    |
| Карагандинская область         | 751 941     | 55,76    |
| Костанайская область           | 368 303     | 44,18    |
| Кызылординская область         | 782 790     | 96,06    |
| Мангистауская область          | 670 481     | 91,22    |
| Павлодарская область           | 423 322     | 55,94    |
| Северо-Казахстанская область   | 203 176     | 37,57    |
| Туркестанская область          | 1 551 604   | 75,54    |
| г. Астана                      | 1 004 401   | 81,39    |
| г. Алма-Ата                    | 1 286 229   | 63,35    |
| г. Шымкент                     | 782 171     | 70,31    |
| Казахстан                      | 13 497 891  | 70,35    |

### Казахи в Китае

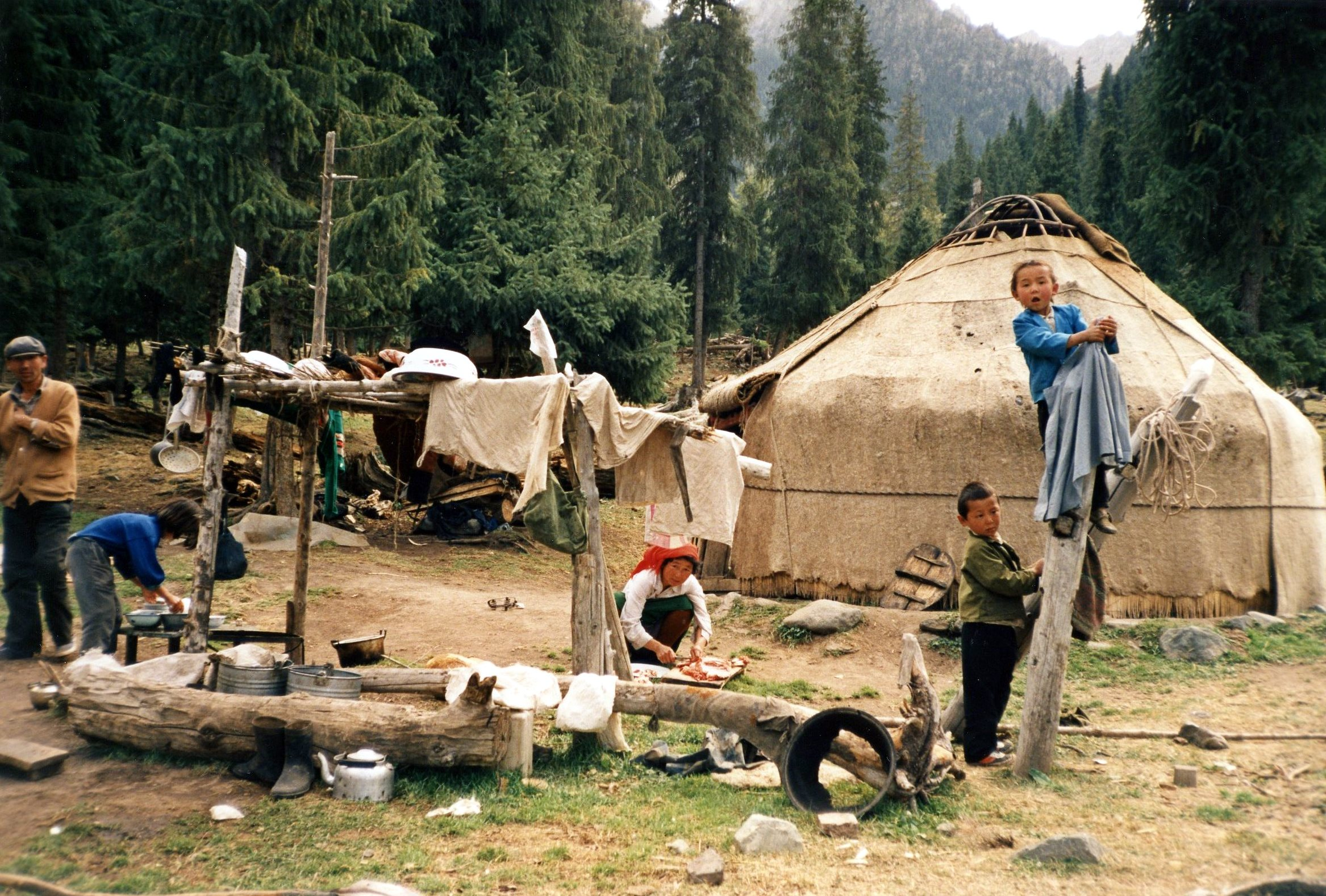
Казахская семья в Синьцзяне, Китай

Первые казахи перебрались на территорию Джунгарии в XVII—XVIII веках, когда большинство ойратов были уничтожены цинской армией в 1757 году. Кроме того множество казахов эмигрировало в Китай во время массового голода 1920-30-х годов.
Казахи принимали участие в восстаниях 1930—1940 годов, а в Илийском восстании 1944—1949 годов сыграли ведущую роль.
Восстания были жестоко подавлены, многие лидеры казахов были обезглавлены или расстреляны. В 1930-х годах происходит исход казахов из Синьцзяна.
В 1930-е годы в Восточном Туркестане насчитывалось около 800 тыс. казахов, из которых к 1950-м годам в результате восстаний и последующего исхода казахов в Индию погибло около 100 тыс.. Согласно китайским источникам, в 1937—1943 годах в Синьцзяне проживало 930 тыс. казахов, но к 1953 году, согласно данным Всекитайской переписи 1953—1954 годов, это число снизилось до 421 тыс. человек (убыль 45 %).
Основная масса казахов проживает в СУАР (около 1,25 млн человек), где для них создана система национальных автономных образований: большинство казахов КНР проживает в Или-Казахском автономном округе (ИКАО); также в Баркёль-Казахском автономном уезде в составе округа Хами и Моры-Казахском автономном уезде (в составе Чанцзи-Хуэйского автономного округа). Кроме указанных автономных образований в китайской провинции Ганьсу имеется Аксай-Казахский автономный уезд.
Казахи Китая говорят на казахском языке (830 тыс. сев.-вост. диалект, 70 тыс. южн. диалект), но в отличие от остальных казахов используют алфавит на основе арабской вязи. В СУАР КНР имеются школы с преподаванием на казахском языке, издаётся более 50-ти газет и журналов на казахском языке, работает три казахских телеканала. На казахов в Китае не распространяется государственное ограничение «Одна семья — один ребёнок».
Казахи в Китае включены в перечень 56 коренных этнических групп, официально признанных властями.

### Казахи в России

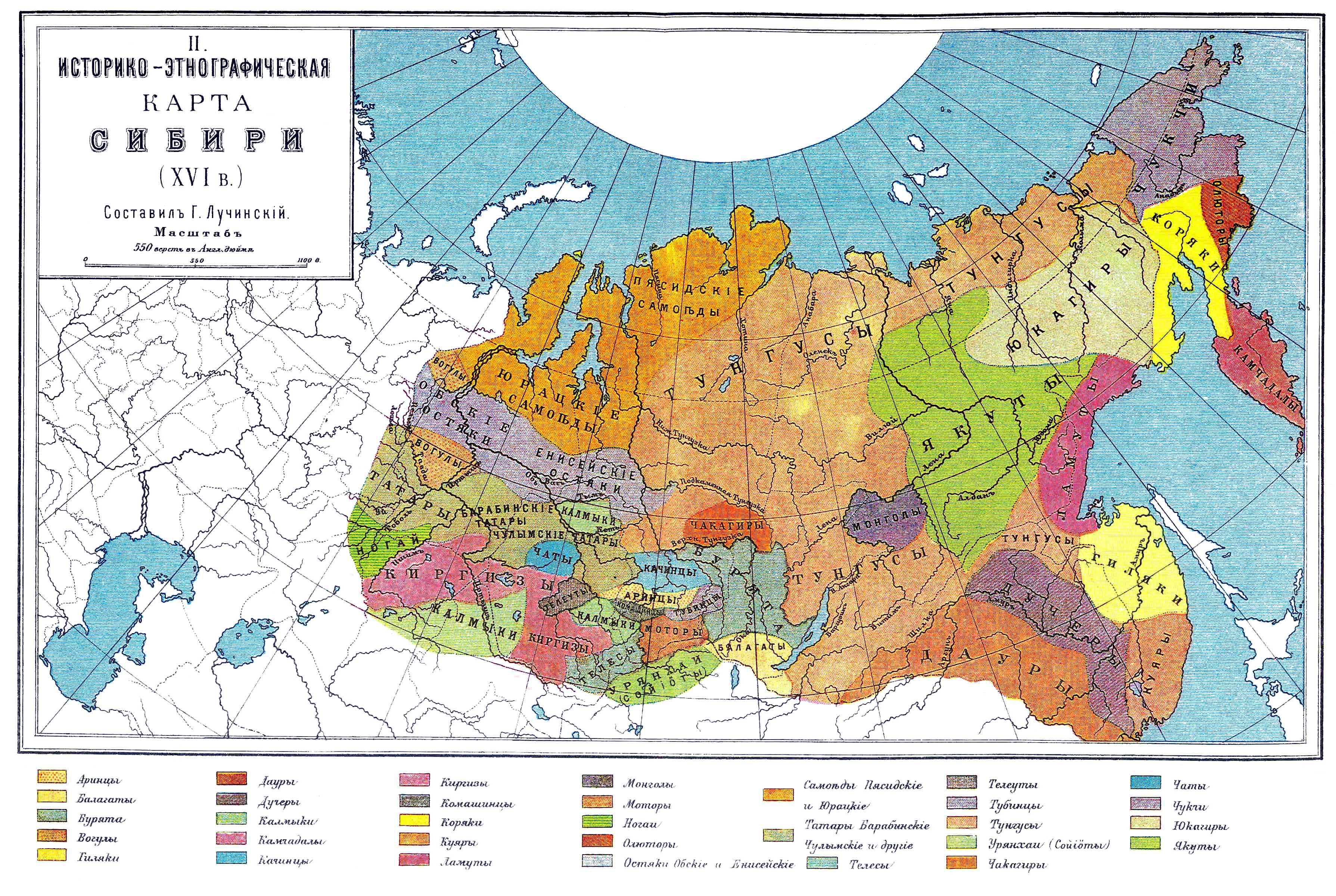
Историко-этнографическая карта Сибири (XVI в.). Изображение взято из Энциклопедического словаря Брокгауза и Ефрона

Казахи являются коренным народом в Российской Федерации, десятым по численности среди всех этносов страны. После провозглашения независимости республики Казахстан, в пределах России, в основном в приграничных с Казахстаном районах, осталось большое количество этнических казахов, предки которых жили там до славянской колонизации, либо переселились на эти территории уже во времена Российской империи и СССР. Среди постсоветских переселенцев из Казахстана в Россию процент этнических казахов крайне невелик.
Численность казахов в Российской Федерации по переписи 2010 года составила 647 тысяч человек, однако по мнению первого заместителя председателя Всемирной ассоциации казахов Калдарбека Найманбаева, высказанному им в 2003 году, в России проживало свыше 1 млн этнических казахов. Большая часть российских казахов проживает вдоль российско-казахстанской границы. Крупнейшие общины проживают в Астраханской (149 415), Оренбургской (120 262), Омской (78 303) и Саратовской области (76 007).
В ряде регионов имеется несколько десятков школ, где казахский язык преподаётся как отдельный предмет, но при этом среднее образование на казахском языке в России отсутствует.

### Казахи в Узбекистане
Казахи — один из крупных автохтонных народов Узбекистана. До начала массовой репатриации в Казахстан в 1990-е годы в Узбекистане проживала самая крупная в СНГ казахская община, и вторая в мире (после казахской общины в КНР). Встречающиеся в прессе неофициальные оценки, согласно которым численность казахов в Узбекистане может насчитывать 1,5-2 миллиона человек, фактически исходят из того, что значительная часть, если не большинство, казахов Узбекистана официальной статистикой не учитываются. Согласно официальным статистическим оценкам, публикуемым узбекистанскими властями, самое большое число казахов проживает в Ташкентской области — 355 тыс. (11,93 % населения области), но доля казахов в населении региона самая высокая в Республике Каракалпакстан (15,44 % населения) при численности 297 тыс. человек. В столице Узбекистана Ташкенте 51 тыс. казахов (1,89 % населения города), в Навоийской области 37 тыс. казахов (3,68 % населения), в Джизакской области — 28 тыс. (2,01 % населения), в Бухарской — 17 тыс. (0,85 %), Сырдарьинской — 13 тыс. (1,50 %), Хорезмской области — 11 тыс. (0,56 %).
Возникновение столь значительной казахской диаспоры в Узбекистане связано исторической близостью двух народов и разностью образа жизни.
Присутствие казахов во внутренних районах Узбекистана объясняется также и тем, что некоторые исторические владения казахских ханств распространялись и на некоторые территории современного Узбекистана. По переписи 1920 г. в Туркестанской АССР проживало 1 091 925 казахов. После нацразмежевания в 1926 г. в Узбекистане осталось 107 тыс. казахов. По данным переписи населения 1939 г., число казахов, проживающих здесь, составляло уже 305,4 тыс. чел. Увеличение связано с тем, что в 1936 г. в состав Узбекистана вошла Каракалпакская автономная республика, где проживало значительное количество казахского населения, а также с голодом в Казахстане в 1933 г., который вызвал значительную миграцию казахов на территорию Узбекистана. Доля казахов в населении Узбекистана по данным переписей 1959—1989 гг. оставалась стабильной на уровне ок. 4,1 %. В 1989 г. в Узбекистане проживало 808 987 казахов. В Узбекистане существует 522 школы, где обучение ведётся на казахском языке, из них 234 — моноязычные казахские школы, остальные — смешанные. Общее количество обучающихся в школах более ста тысяч человек. На 2021 год официальная оценка численности казахов Узбекистана составляет 821 тысяч чел. (2,38 % населения Узбекистана).
Масштабы репатриации казахов из Узбекистана в Казахстан весьма велики. Общий объём репатриации узбекских казахов в Казахстан за период 1991—2014 гг., согласно официальным оценкам Министерства здравоохранения и социального развития Республики Казахстан, составил около 586 тысяч человек. Следует учитывать, что некоторая часть казахов, покинувших Узбекистан, выехала и в другие страны мира.

### Казахи в Кыргызстане
Казахи — одно из национальных меньшинств Киргизии. Большую часть этих казахов составляют потомки спасавшихся от голода 30-х годов казахских переселенцев из Казахстана. В основном дисперсно проживают в приграничных с Казахстаном областях на севере страны, в городах и сёлах Чуйской, Иссык-Кульской и Таласской областей, а также в столице Бишкеке. Численность казахов в Киргизии постепенно сокращается. Главным фактором сокращения численности населения казахов является их миграция за пределы республики (в первую очередь в Казахстан).

### Казахи в Туркменистане
Казахи Туркменистана компактно проживают на севере страны. По переписи 1989 года численность казахов составляла 2,49 % населения страны или 87 802 чел. Согласно официальным итогам проведённой в Туркменистане переписи населения 1995 года, численность казахов составляла 86 987 чел. Начиная с 1990-х годов наблюдается активная репатриация в Казахстан. Общий объём репатриации казахов Туркменистана в Казахстан за период 1991—2014 гг., по официальным данным казахстанской стороны, составил около 65 тысяч человек, это может означать, что значительная, если не бо́льшая, часть казахов Туркменистана покинула страну, что привело к падению численности казахской общины до уровня около 20 тыс. чел.

### Казахи в Монголии

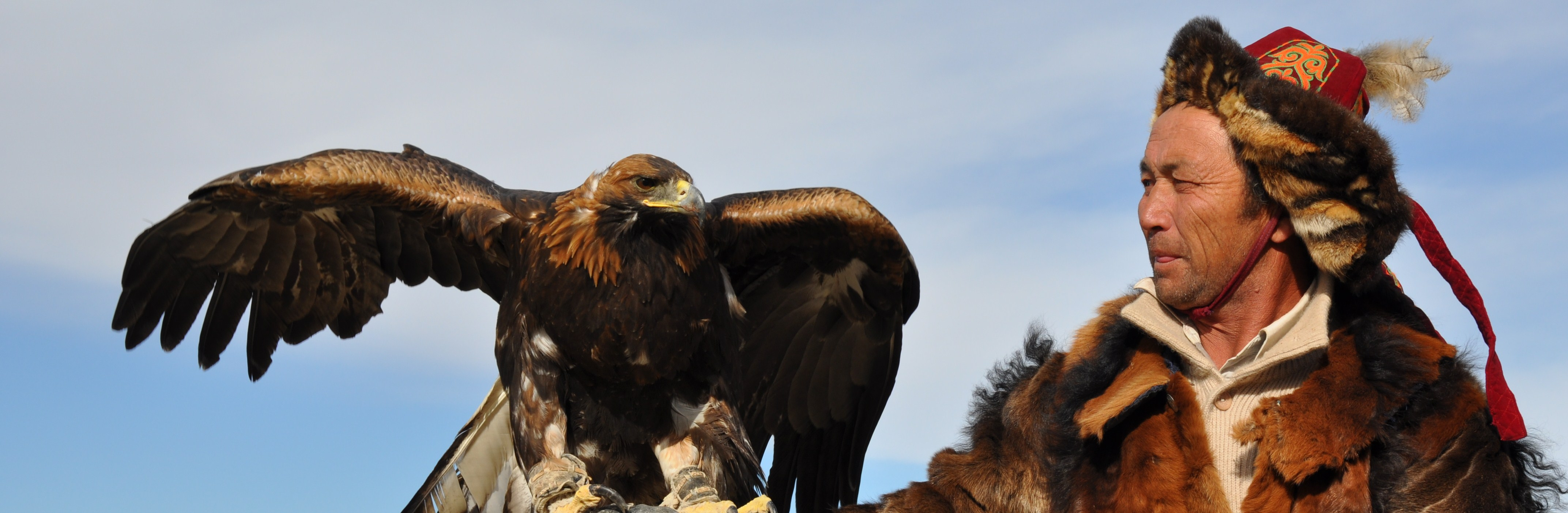
Казах-беркутчи на западе Монголии

Это второй по численности народ в Монголии. По данным переписи населения 2020 года в стране проживает 120 999 казахов (3,8 % населения страны). Этнические казахи проживают главным образом в Западной Монголии. Наибольшей их концентрацией отличаются аймаки Баян-Улгий (94 тыс., 91 % населения аймака) и Ховд (9,8 тыс., 11,2 % населения аймака). Кроме того за счёт внутренней миграции сформировались группы казахского населения в столице Монголии Улан-Баторе, где живёт 10,5 тысяч этнических казахов (0,7 % населения города), аймаке Дархан-Уул (2,7 тыс. чел., 2,5 % населения аймака), аймаке Туве (1 тыс. казахов, 1 % населения аймака), аймаке Сэлэнгэ (1 тыс. казахов, 0,9 % населения аймака), в аймаке Орхон (0,7 тыс., 0,7 % населения), аймаке Хэнтий (0,6 тыс., 0,7 % населения).

## Репатриация этнических казахов в Казахстан
Главными предпосылками для программы переселения этнических казахов в Казахстан были неблагоприятное демографическое состояние Казахстана после распада СССР, а также мотивы оказания помощи зарубежным казахам путём переселения их в Казахстан. Самый большой процент этнических казахов за рубежом — это потомки тех, кто покинул Советский Союз в 20-е — 30-е годы, спасаясь от репрессий, насильственной коллективизации и голода. В результате «славянской» иммиграции, начавшейся в XVIII—XIX веках и продолжившейся в советский период, которая сопровождалась массовым переселением и насильственной миграцией, казахи превратились в национальное меньшинство на своей собственной родине. К 1959 г. численность русских превысила число казахов в республике.
С момента независимости Казахстан проводит политику репатриации этнических казахов, вынужденно или добровольно покинувших территорию страны (употребляется термин оралманы). По официальным данным, за 25 лет (с 1991 года на 1 января 2016 года) в Казахстан приехали 957 764 оралмана, а если учитывать их потомков, а также прибывших без помощи государственной программы по переселению — более 1 млн чел (10 % всех казахов республики).
Официально квоты и критерии статуса оралмана был утверждены только в 1997 году. Постановление Правительства Республики Казахстан от 2 декабря 2008 года № 1126 утверждена программа «Нурлы кош» (каз. Нұрлы көш). Данная государственная программа Республики Казахстан создана для рационального расселения и содействия в обустройстве: этническим иммигрантам; бывшим гражданам Казахстана, прибывшим для осуществления трудовой деятельности на территории Республики Казахстан; гражданам Казахстана, проживающим в неблагополучных районах страны. Согласно казахстанскому законодательству (закон Республики Казахстан «О миграции населения»), переселенцы-оралманы пользуются определёнными льготами. Вместе с тем законодательство Казахстана позволяет этническим казахам гражданам иностранных государств переселяться самим без помощи государственной программы по переселению соответственно без права на получение каких-либо субсидий или льгот, вместе с тем по прибытии в Казахстан такие оралманы получают гражданство в ускоренные сроки в среднем за три-четыре месяца.

## Структура казахского жуза
| Младший жуз | Средний жуз | Старший жуз |

Приблизительные районы, занятые тремя казахскими жузами в начале XX века.

Родо-племенная структура казахов состоит из трёх жузов: Старший жуз (каз. Ұлы Жүз), Средний жуз (каз. Орта жүз) и Младший жуз (каз. Кіші жүз). Жузы являлись специфической формой социально-политической организации казахской народности. О времени возникновения жузов, причинах их появления, о внутренней структуре общего мнения у учёных нет. Каждый жуз, включают определённые ответвления роды, которые в свою очередь состоят из более мелких родов. Кроме того имеются роды, также входящие в казахскую структуру в процессе исторического этногенеза, находящегося вне жузовой классификации.

| СТАРШИЙ ЖУЗ: - Албан - Жалайыр - Дулат - Ошакты - Сары-уйсун - Сиргели - Суан - Шанышкылы - Канлы - Шакшам - Шапырашты - Ысты | СРЕДНИЙ ЖУЗ: - Аргын - Керей - Конырат - Кыпшак - Найман - Уак - Таракты | МЛАДШИЙ ЖУЗ: - Алимулы - Шекты - Шомекей - Торткара - Кете - Каракесек - Карасакал | - Жетыру - Табын - Жагалбайлы - Керейт - Тама - Телеу - Кердери - Рамадан | - Байулы - Адай - Байбакты - Берш - Таз - Шеркеш - Маскар - Тана - Кызылкурт - Алтын - Жаппас - Ысык - Есентемир - Алаша |

Вне жузовой классификации: торе и толенгиты — 53 000, кожа (ходжа) — 26 000, входящие в структуру казахского общества в результате исторической ассимиляции и этногенеза, построении генофонда в структуре общества.

## Религия

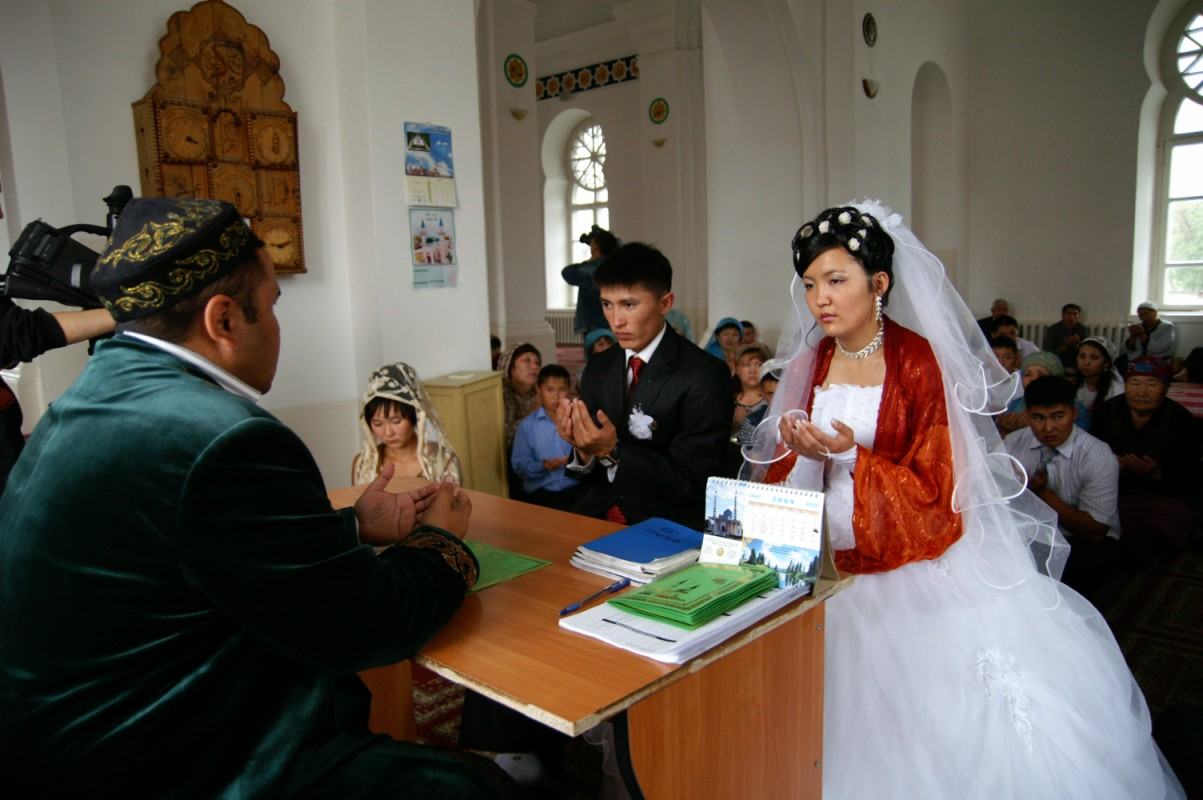
Казахская свадебная церемония в мечети

Большинство верующих казахов — мусульмане суннитского вероисповедания ханафитского мазхаба (мусульманская правовая школа). По словам Верховного муфтия Ержана Маямерова, Духовное управление мусульман Казахстана исповедует традиционные для мусульман Казахстана ценности, является суннитским, в правовых вопросах следует ханафитскому мазхабу, а в вопросах вероубеждения — матуридизму.
Распространение ислама среди кочевников было не таким активным, как среди оседлого населения тюркских народов, так как традиционной религией тюрков-кочевников было тенгрианство. Проникновение ислама на территорию современного Казахстана происходило в течение нескольких столетий, начиная с южных регионов. Первоначально ислам утвердился среди оседлого населения Семиречья и на Сырдарьи. Ислам был утверждён в качестве государственной религии в государстве Караханидов в конце X века. По мере расширения ханства Чингизхана распространение ислама замедлилось. Но ислам продолжал распространяться в последующие столетия. Так ислам приняли ханы Золотой Орды Берке (1255—1266) и Узбек (1312—1340). В тот период среди тюрок было сильно влияние суфийского духовенства.
В настоящее время основная масса казахского населения считает себя мусульманами и соблюдает в той или иной мере хотя бы часть обрядов, хотя лишь меньшинство регулярно совершает намаз и соблюдает другие религиозные требования. Это объясняется тем, что в советский период религиозная деятельность преследовалась и многие казахи не могли в полной мере соблюдать исламские нормы. Наряду с исламом среди верующих казахов сохраняются и некоторые обычаи доисламского периода. Зачастую можно услышать как казахи используют литературно-историческое слово «Тәңір», «Құдай» как синоним слова Аллах.
В казахском обществе сохранились обычаи, которые восходят к доисламским временам. Причина тому — их происхождение, которое ведёт своё начало со времён, когда среди предков казахов были распространены шаманизм и вера в Тенгри. Например, имеющий важное значение для казахов праздник Наурыз имеет зороастрийские корни.

## Язык и письменность

Распространение казахского языка

Казахский язык входит в кыпчакскую подгруппу тюркских языков. Вместе с ногайским, каракалпакским и карагашским языками относится к кыпчакско-ногайской ветви. Имеет статус государственного языка в Казахстане, а также региональный статус в Или-Казахском автономном округе Китая и Республике Алтай. В настоящее время казахским языком владеют около 11 млн человек (2012).
Становление и развитие языка, близкого к современному казахскому языку, происходило в XIII—XIV веках в Золотой Орде. Ещё при ханах Батые и Мунке все официальные документы в Золотой Орде и международная переписка, помимо монгольских, велись и на тюркских языках. Современный казахский язык в целом не претерпел больших изменений. С XIII и до начала XX века существовал единый литературный тюркский язык — «тюрки», который положил начало всем локальным тюркским языкам в Средней Азии.
Основой современного казахского литературного языка является северо-восточный диалект, на котором писали свои произведения Абай Кунанбаев и Ибрай Алтынсарин. По мнению Сарсена Аманжолова, в казахском языке существуют три основных диалекта: западный, северо-восточный и южный. Западный и северо-восточный диалекты появились в результате локального разобщения и родо-племенного объединения здешних казахов в течение веков. Южный диалект казахского языка, вследствие владычества Кокандского ханства на этих землях, несколько веков подвергался сильному влиянию языка южных соседей, но, в свою очередь, повлиял на отдельные диалекты узбекского и киргизского языков.
После обретения Казахстаном независимости (с 1991 года) в казахском языке усиленно развиваются пуристические тенденции. В особенности неоднозначно населением Казахстана и отдельными лингвистами воспринят перевод общепринятых международных слов на слова — нововведы.

### Письменность
Казахи, как и все тюркские народы, являются наследниками рунической письменности, существовавшей в VIII—X веках и известной в науке как орхоно-енисейская. Рунический алфавит состоял из 24 букв и словоразделительного знака. По мере распространения и укрепления ислама с начала X века всё большее распространение начал получать арабский алфавит. Он был значительно изменён и приспособлен к нормам тюркской речи. Казахи, живущие в Китае, продолжают до сих пор пользоваться реформированной Ахметом Байтурсыновым казахской письменностью («Жана емле») на основе арабской письменности. В советский период в Казахстане в политических целях был осуществлён перевод казахского алфавита на латинскую графику (латинизация, 1929), а затем был осуществлён ещё один перевод уже на кириллицу (кириллизация, 1940). Современный казахский язык, начиная с 1940 года, использует кириллическую письменность; казахский алфавит содержит 42 буквы.
В 2012 году стало известно о принятии решения о поэтапном переводе казахского языка в Казахстане на латинский алфавит. Начало процесса перевода на латиницу намечено на 2025 год.

## Культура и обычаи

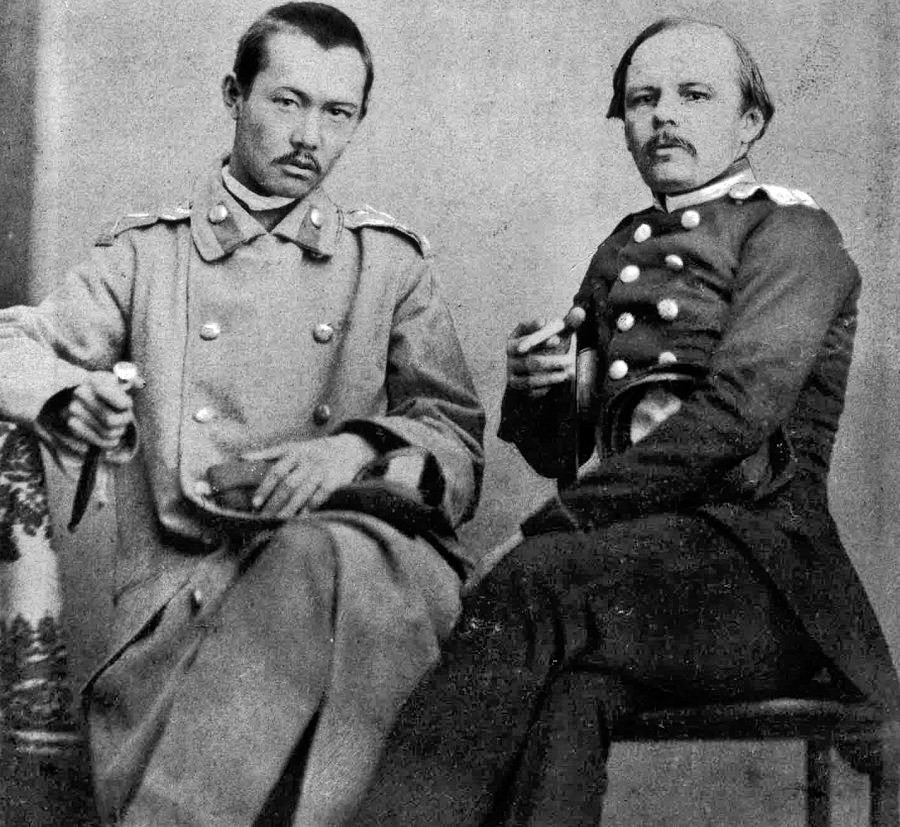
Чокан Валиханов и Фёдор Достоевский

Современный Казахстан переживает период национального возрождения и возрождение национальной государственности.
Ранее имело место изживание и уничтожение традиций на протяжении всего двадцатого века. В советский период в Казахстане боролись с традициями, как с «пережитками прошлого».
Традиционная художественная культура Казахстана, как и других стран, демонстрирует собственное отношение к цвету и орнаменту как к эстетическим и мировоззренческим категориям, выработанным на протяжении многих веков своего существования. Официально казахи относятся к народам, исповедующим ислам, и исламские ценности, безусловно присутствуют в их культуре, в народном мировоззрение издавна господствовали анимистические представления и культ природы, сохранившие черты древней мифологии. На территорию Средней Азии и Казахстана ислам начинает проникать во второй половине VII в., в период правления первого омейядского халифа Муавии Ибн-Суфьяна, начавшего завоевание Мавераннахра, где находились города Самарканд, Бухара, Шаш, Насаф, Кеш, Хорезм, Мерв, Ходжент, Баласагун, Узгент и Виса. Сам процесс установления ислама на территории Казахстана был длительным и сложным.

### Национальная кухня

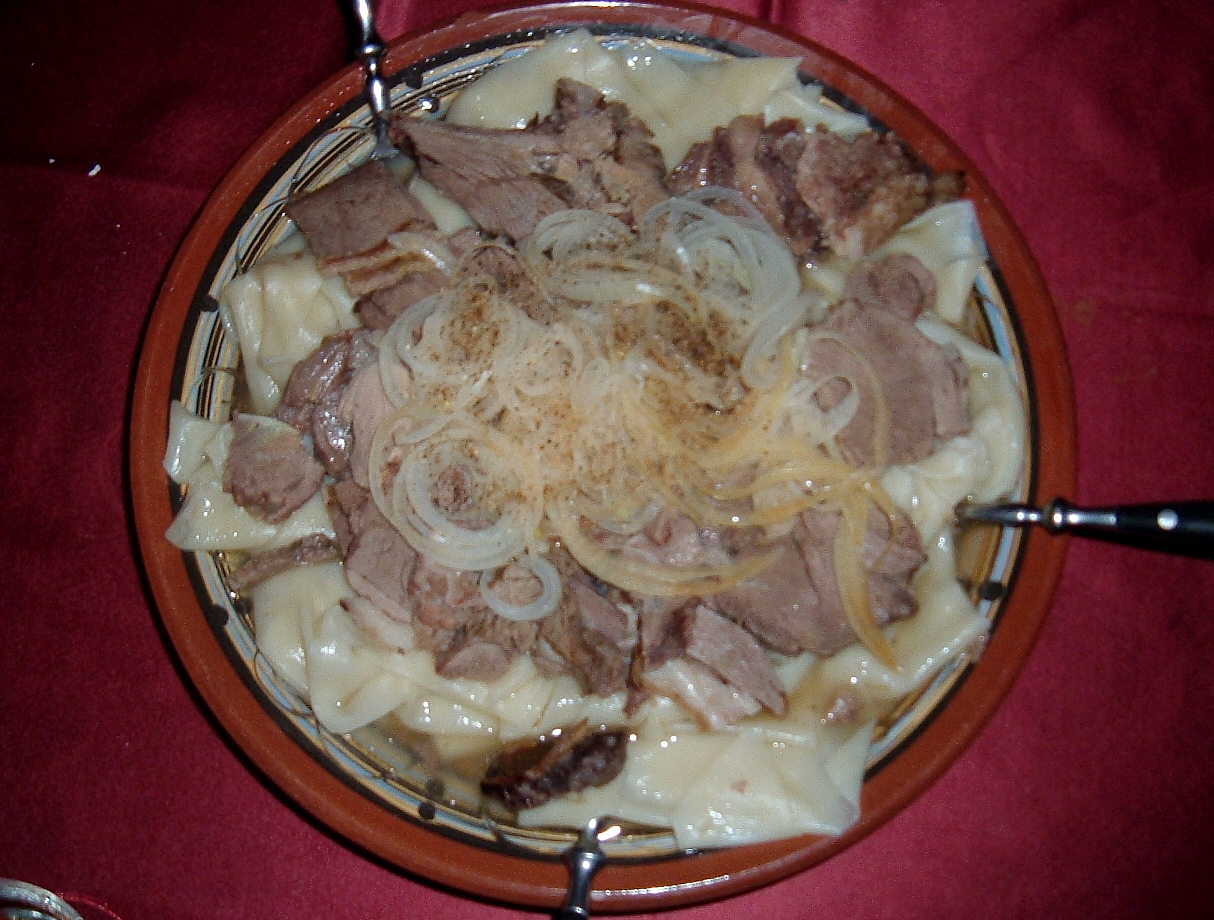
Бешбармак

Основные блюда — блюда мясного происхождения. Для приготовления блюд широко используются баранина, говядина, конина, реже верблюжатина. Одно из популярных казахских блюд называется бешбармак или ет. Блюдо представляет собой отварное крошеное мясо с листами отваренного в бульоне теста, с некоторыми особенностями в технологии приготовления и подачи, что позволяет достичь вкуса, присущего именно этому блюду.
Также популярны куырдак (жареные кусочки в основном мяса, а также и печени, почек, лёгких, сердца и т. п.), «сірне» (приготовленная в казане жареная молодая баранина с луком и картофелем) и «палау» (плов по-казахски с большим количеством мяса и моркови), кеспе или салма (лапша), сорпа (мясной бульон), ак-сорпа (молочный суп с мясом, или просто мясной суп с куртом). К основным блюдам нередко относят также и разнообразные варёные колбасы — казы (колбаса из конины, делится по степени жирности), карта, шужык, конская шея с жиром — жал. Ранее к основным блюдам также относился когда-то популярный у пастухов фаршированный желудок, испекаемый в золе (аналог хаггиса), но сейчас он относится к экзотике даже у казахов. Из рыбных блюд наиболее известен Коктал — рыба горячего копчения, заправленная овощами.

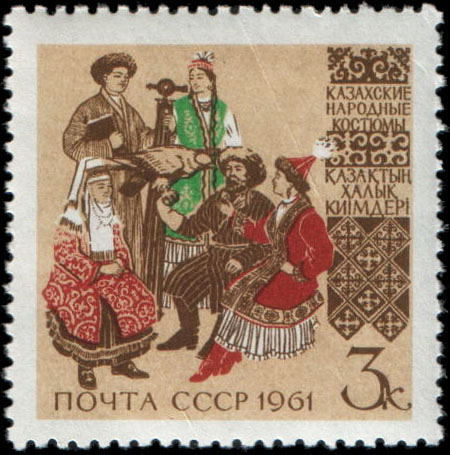
Почтовая марка СССР, 1961 год. Казахские народные костюмы. Художник: В. Пименов. Марка СССР, номинал — 3коп.

Кроме мясных блюд, существует большое разнообразие молочных блюд и напитков: кумыс (кобылье молоко, подвергшееся сбраживанию сочетанием молочнокислых бактерий и дрожжей), шубат (кислое верблюжье молоко), сут (коровье молоко), айран (кефир), каймак (сметана), кілегей (сливки), сары-май (сливочное масло), сузбе (творог), катык (более кислый обезвоженный айран), курт (высушенный қатық), ірімшік (сушёный творог из овечьего молока), шалап или ашмал (жидкий йогурт), коже́ (молочный напиток со злаками) и др.
Из напитков основным является чай. Любой дастархан заканчивается чаепитием. Причём, чай по-казахски — это крепкий чай с молоком (также используют сливки). Потребление чая жителями Казахстана одно из самых высоких в мире — 1,2 килограмма в год на человека. Для сравнения, в Индии оно составляет лишь 650 граммов на душу населения. К известным сладостям относится «шертпек», «талкан», «жарма», «жент», «балауыз», «балкаймак».
Традиционный хлеб трёх видов: баурсаки — жареные в кипящем масле в казане круглые или квадратные кусочки теста; лепёшки жареные в кипящем масле — шелпек; «таба-нан» — лепёшки в глиняных сковородах, испечённые под кизяком; тандыр — лепёшки, испечённые в тандыр-печи. Другие виды хлеба: кульше, карма (лепёшка, жареная без использования масла).

### Казахская музыка
Распространённой формой казахского музыкального творчества является кюй (традиционная казахская инструментальная пьеса). Кюи характеризуются простой, смешанной и переменной метрикой и разнообразными формами: от простого наигрывания до многочастотных построений типа рондо. Музыка кюев может включать в себя частицы пентатонных звукорядов и основана на диатонике.
Для казахов кюй — больше чем произведение, это звучащая страница истории своего народа, его обычаев и культуры. Поэтому казахи так высоко ценили исполнителей кюев — кюйши, среди которых домбристы составляли подавляющее большинство (кюи исполняются не только на домбре).
В казахском народе говорят: «Нағыз қазақ — қазақ емес, нағыз қазақ — домбыра!», что означает «настоящий казах это не сам казах, настоящий казах — домбра!». Тем самым подчёркивается важность умения играть на домбре для каждого казаха, что подчёркивает особую любовь казахов к этому инструменту.
Одним из величайших домбристов является казахский народный музыкант и композитор Курмангазы, оказавший большое влияние на развитие казахской музыкальной культуры, в том числе и — музыки на домбре: его музыкальная композиция «Адай» популярна в Казахстане и за рубежом.
Одними из лучших образцов западноказахстанского стиля являются произведения выдающихся кюйши и композиторов Ахмедьярова и Даулеткерея, а восточного и северного — кюи Таттимбета и Агашаяка, для южного — произведения Ихласа, Сугура, Байсерке и др. кюйши-акынов.
Уникальность профессиональной казахской музыки классического периода основывается на следующих особенностях: в её основе лежит пастушеский образ жизни и отсутствие письменных источников; её носители — Сал-сери, импровизаторы, жырау и кюйши воплощают универсальность форм синкретичности; статус музыканта, являвшегося изъявителем воли духов, был очень высокочтимым в обществе; музыкальное выступление было сопряжено с социально значимыми формами отношений (общие ритуалы, праздники, обычаи гостеприимства, межплеменные соревнования); высокоразвитая система отсутствия авторства обусловила разнообразие музыкантов и индивидуальных стилей.

### Национальные виды спорта
- Байге — скачка на расстояние 10-100 шакырым (один «шакырым» — приблизительно равен половине километра. Обычно равнялось дистанции, с которой можно было докричаться до другого человека и позвать его: «шакыру» — «звать»).
- Аламан-байге — скачки на длинные дистанции (40 километров).
- Кунан-байге — скачки молодых лошадей — двухлеток.
- Жорга-жарыс — скачки иноходцев.
- Кыз куу (погоня за девушкой) — догонялки на лошадях между девушкой и парнем. Парень должен догнать и потом поцеловать девушку, которая ему нравится, если он это не сможет сделать, девушка должна его догнать и побить кнутом
- Кокпар — борьба джигитов на конях за тушу козла, необходимо донести тушу в «казан» (условные ворота).
- Тенге алу — подними монету на скаку и прочая джигитовка.
- Сайыс — борьба, сидя на лошадях.
- Казакша курес — национальная казахская борьба.
- Конная борьба
- Тогыз-кумалак — девять шариков (настольная игра).
- Асыки — игра бараньими коленными косточками на площадке (аналогичная игре в бабки)[142].
- Буркут-салу — охота с ловчими птицами (беркутами, соколами) до первой дичи.
- Жамбы ату — стрельба по высоко подвешенной мишени «жамбы» верхом на быстро скачущей лошади.
- Тартыспак — командная верховая игра на стаскивание с лошадей.

## Казахи в филателии
В 1933 году в СССР была выпущена этнографическая серия почтовых марок «Народы СССР». Среди них была марка, посвящённая казахам.

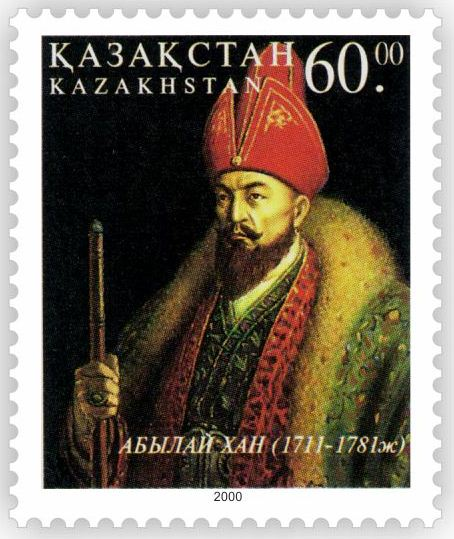
Абылай-хан
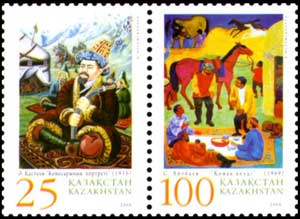
Кенесары Касымов
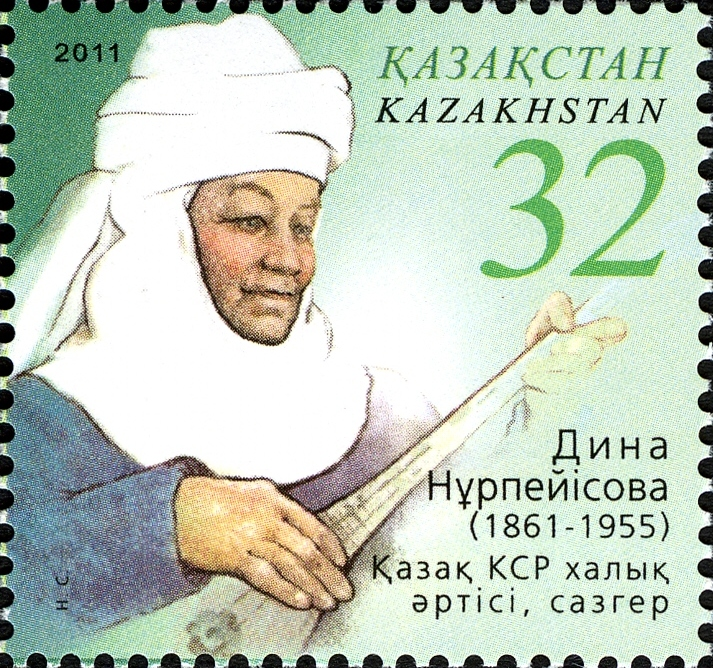
Дина Нурпеисова
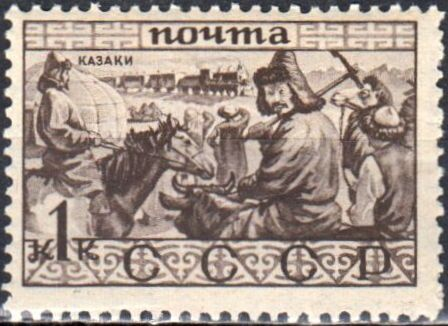
Серия «Народы СССР» (казахи), почтовая марка СССР 1933 года
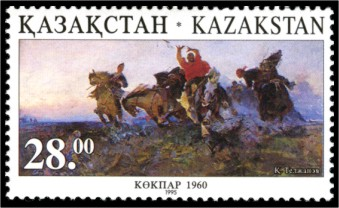
Художник К. Тельжанов. Кокпар (көкпар), 1960.
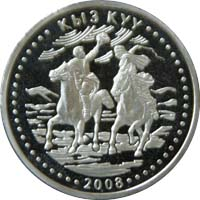
Памятная монета Казахстана «Кыз Куу» из серии «Национальные обряды и игры», 2008
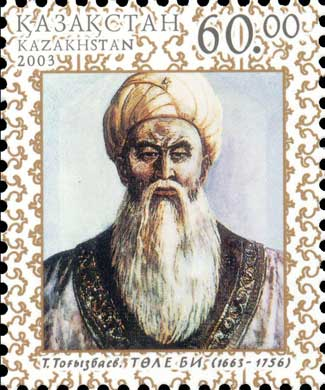
Толе-би
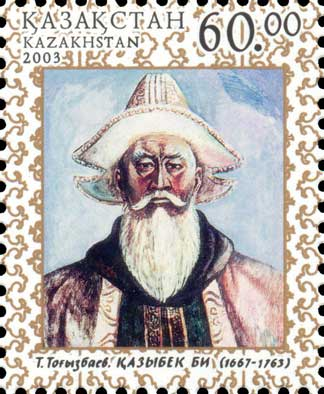
Казыбек-би
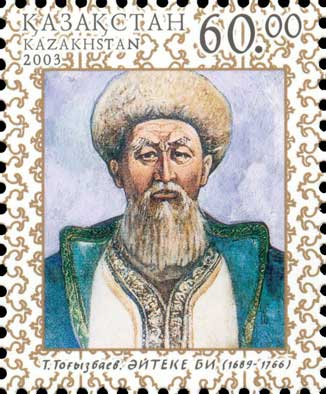
Айтеке-би
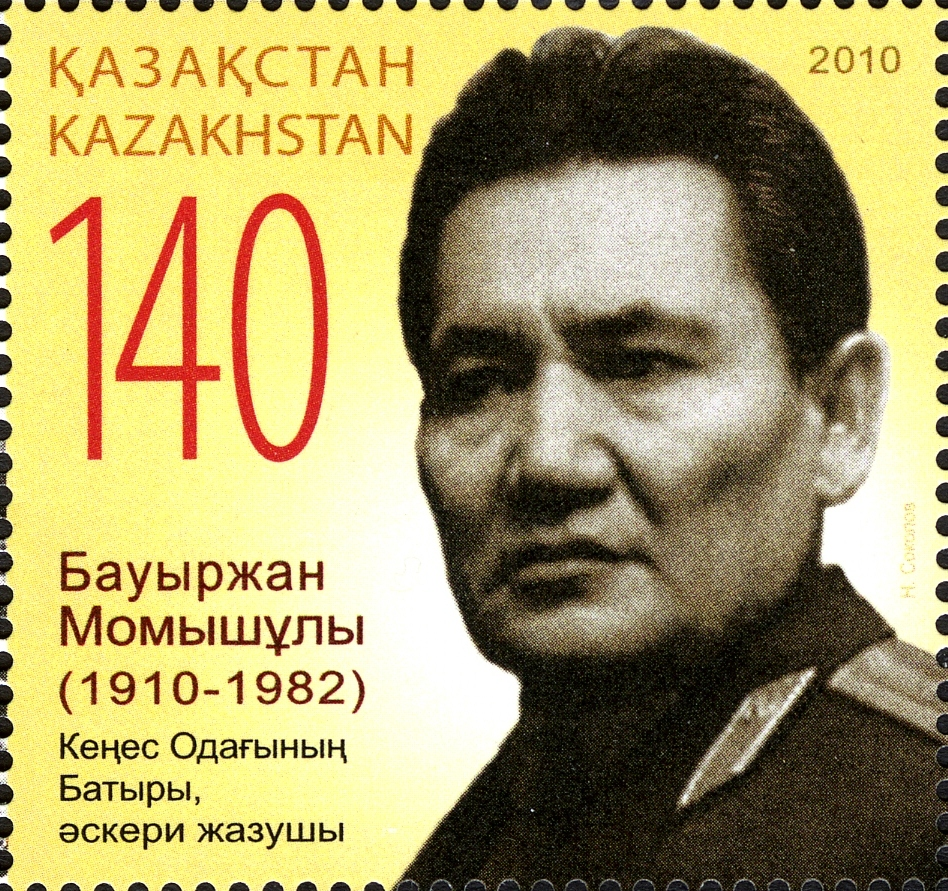
Бауыржан Момышулы
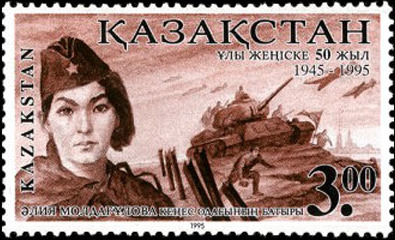
Алия Молдагулова
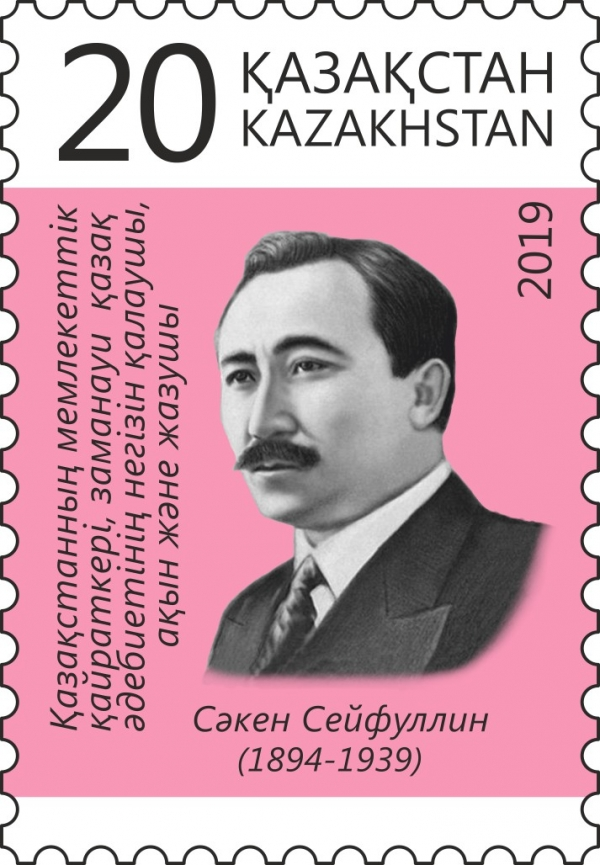
Сакен Сейфуллин
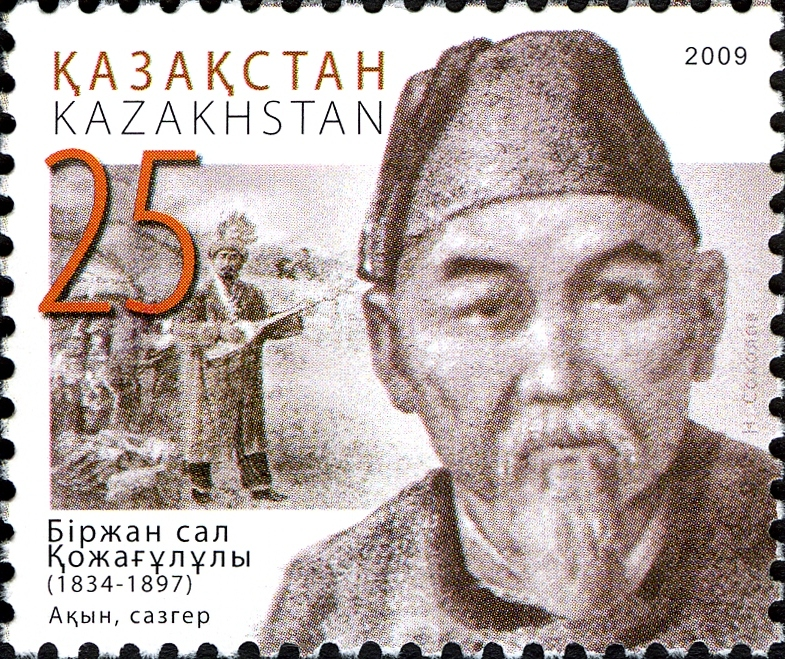
Биржан-сал
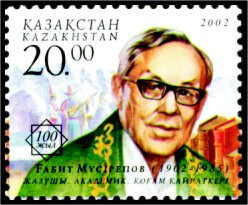
Габит Мусрепов
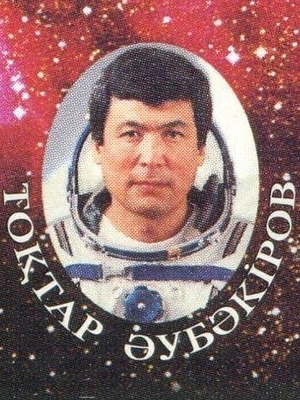
Токтар Аубакиров
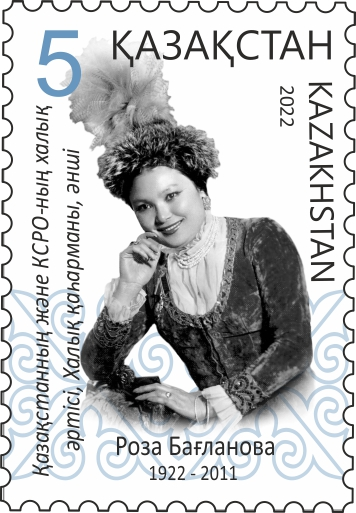
Роза Багланова
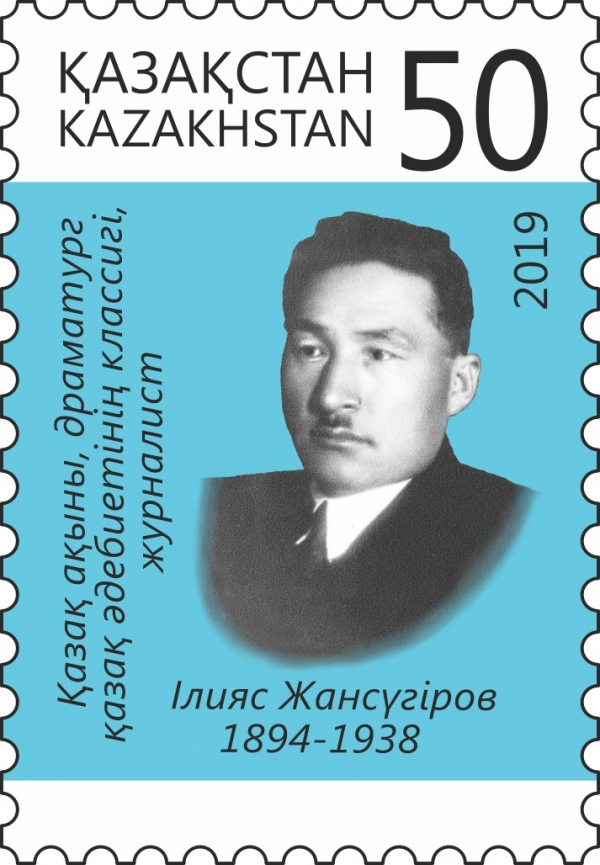
Ильяс Джансугуров
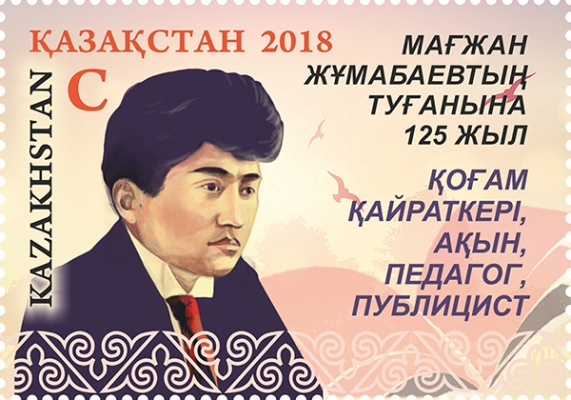
Магжан Жумабаев